# 토요타 캠리
토요타 캠리(Toyota Camry, 일본어: トヨタ・カムリ 도요타 카무리[*])는 1980년부터 토요타에서 판매하는 전륜구동 중형 승용차다.

## 개요
토요타의 대표적인 베스트셀러 중형차이다. 수입선 다변화 폐지로 일본제 자동차가 개방화 되기 전까지 대한민국에서는 정식 판매 이전에도 아발론과 함께 미국 켄터키 공장 생산분이 몇몇 경로를 통해 들어오다가, 2009년 10월 20일부터 토요타 대한민국 법인을 통해 공식 판매되기 시작하였다.
차명 '캠리 (Camry)'는 관 (冠)을 뜻하는 일본어 가무리(일본어: かむり)를 영어식으로 변형한 것이다.
캠리의 전륜구동 플랫폼은 렉서스 ES, 렉서스 RX (토요타 해리어), 토요타 하이랜더, 토요타 아발론, 토요타 벤자, 토요타 시에나 등 많은 차종과 공용하며, TNGA-K 플랫폼도 해당 차종들에 적용되고 있다. 또한 캠리의 TNGA-K 전륜구동 플랫폼으로 토요타 센추리 SUV가 개발될 예정이다.

## 연혁

### 1세대 (A40/50,1980년~1982년)

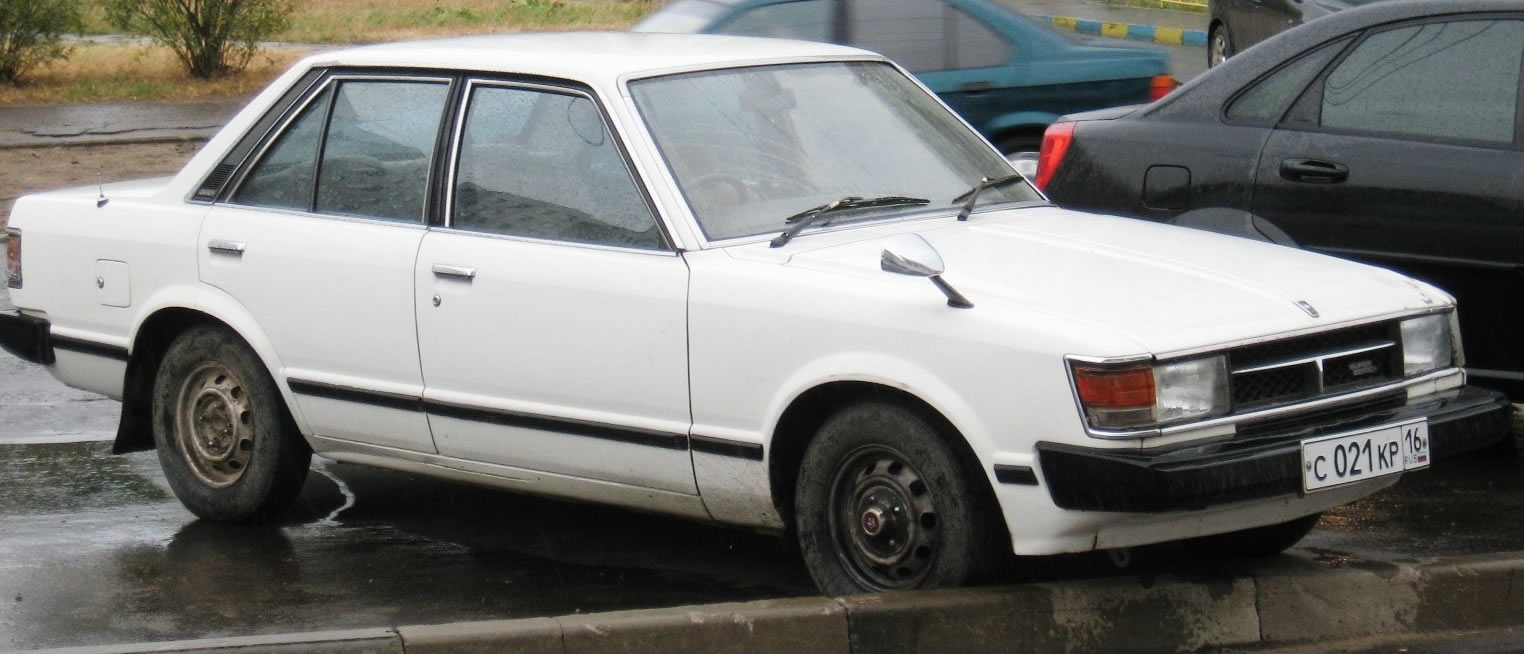
토요타 셀리카 캠리 정측면

1980년 1월 셀리카의 세단 사양으로 출시되었다. 2세대 셀리카와 2대째 2세대 카리나의 자매차였고, 현재까지 역대 캠리 중 유일한 후륜구동 모델이다. 출시된지 2년 만에 단종되었다.

### 2세대 (V10,1982년~1986년)

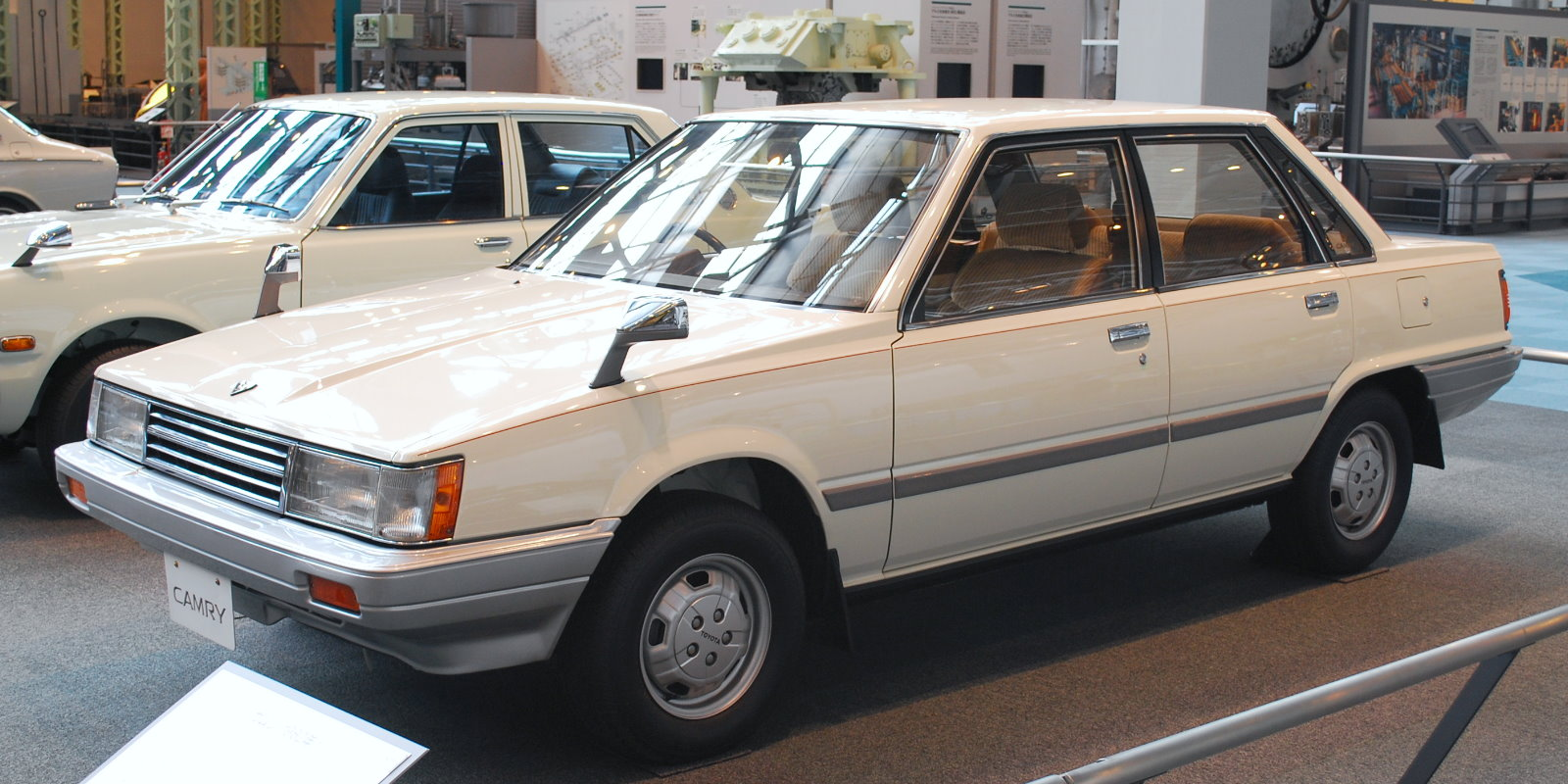
토요타 캠리(2세대) 정측면

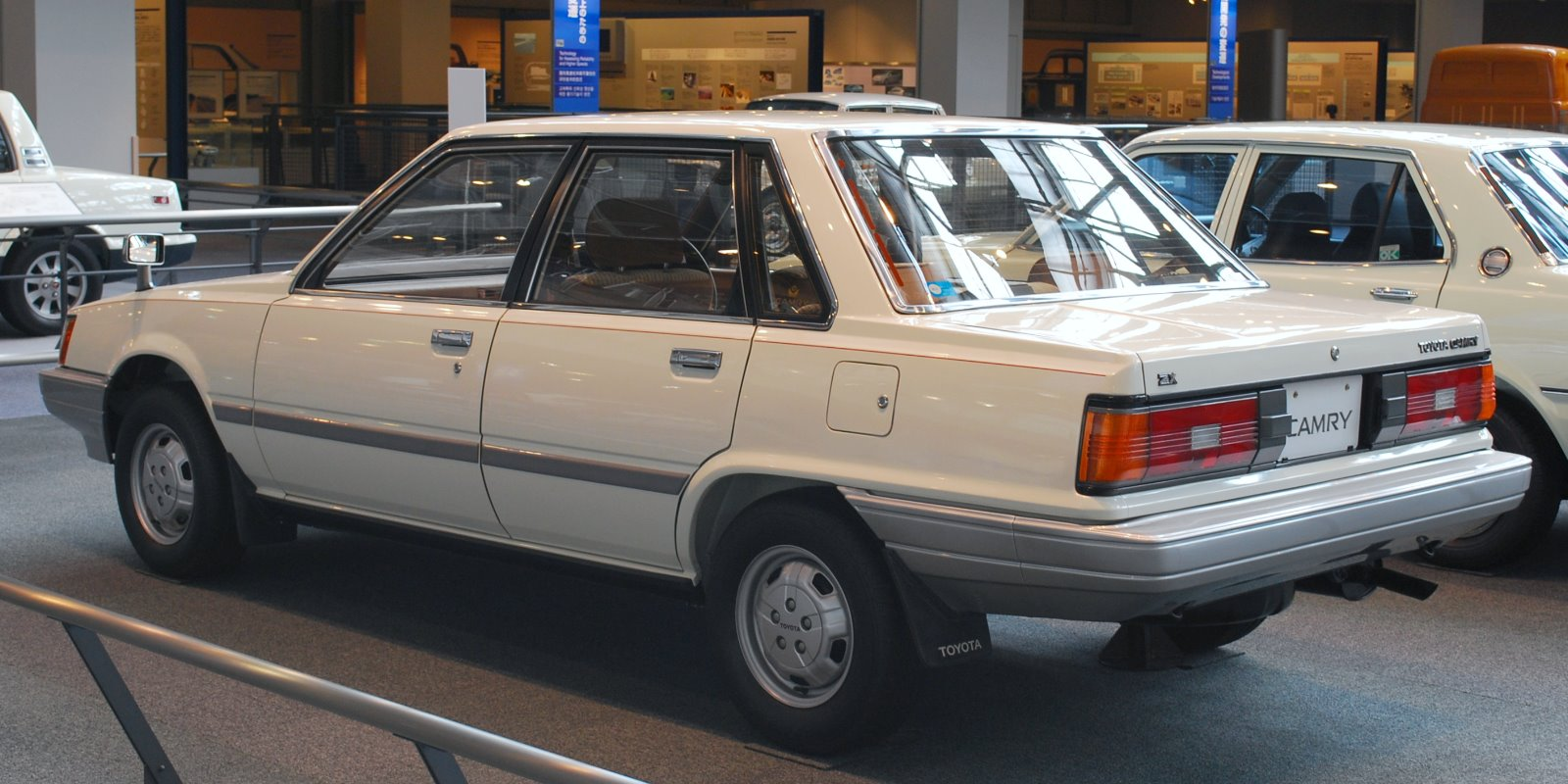
토요타 캠리(2세대) 정측면

1982년 3월에 출시되었다. 캠리라는 이름만 남겨지고 셀리카로부터 독립 차종이 되었다. 후륜구동에서 전륜구동으로 바뀌었으며, 당시 크라운보다도 넓다는 평을 받은 실내 공간이 돋보였다. 그리고 비스타라는 형제차가 등장하였다.
이 모델부터 기존의 코로나를 대신하여 토요타를 대표하는 중형차가 되었다. 또한 오직 내수용으로 판매된 전 세대와는 다르게 북미, 유럽, 오세아니아 등에 위치한 여러 국가로 수출이 이루어졌다.

### 3세대 (V20,1986년~1990년)

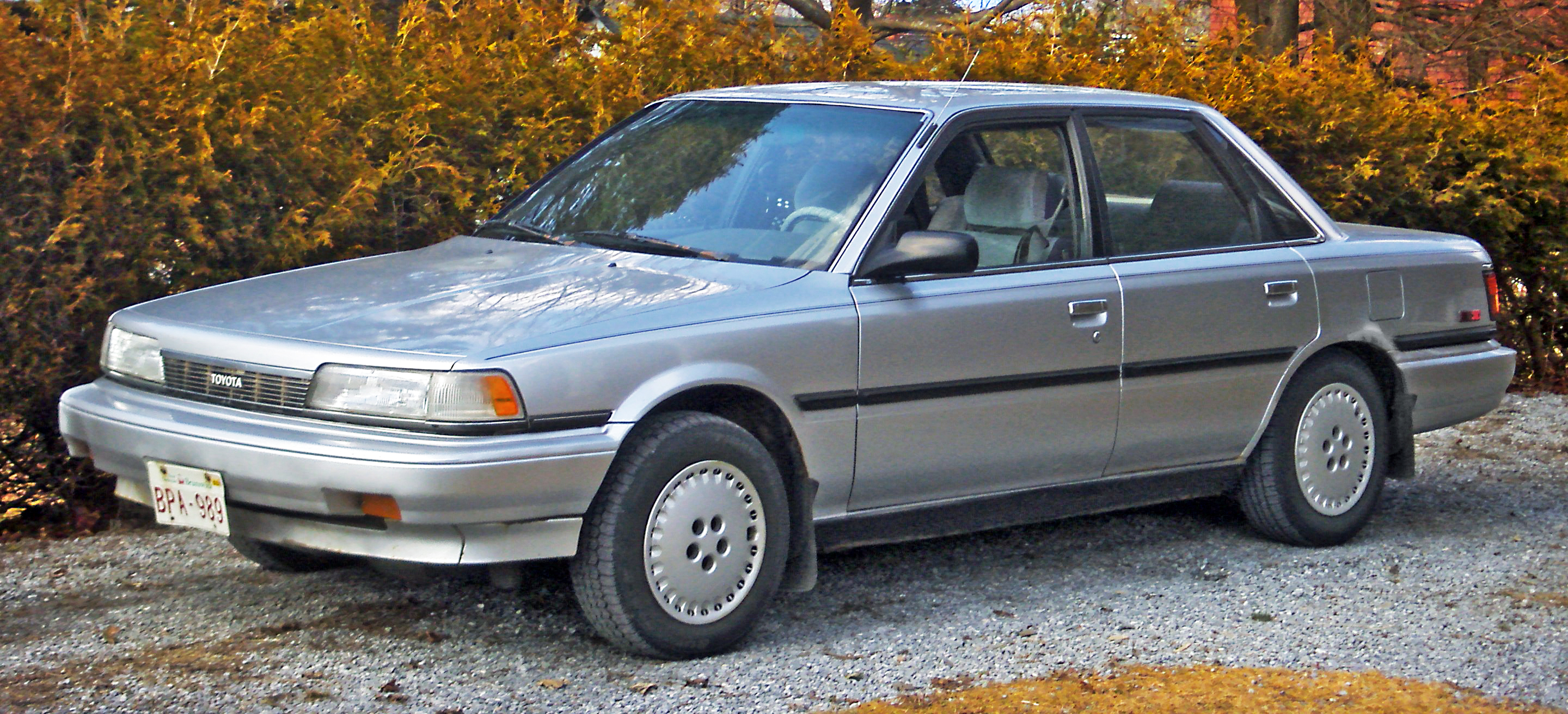
토요타 캠리(3세대) 정측면

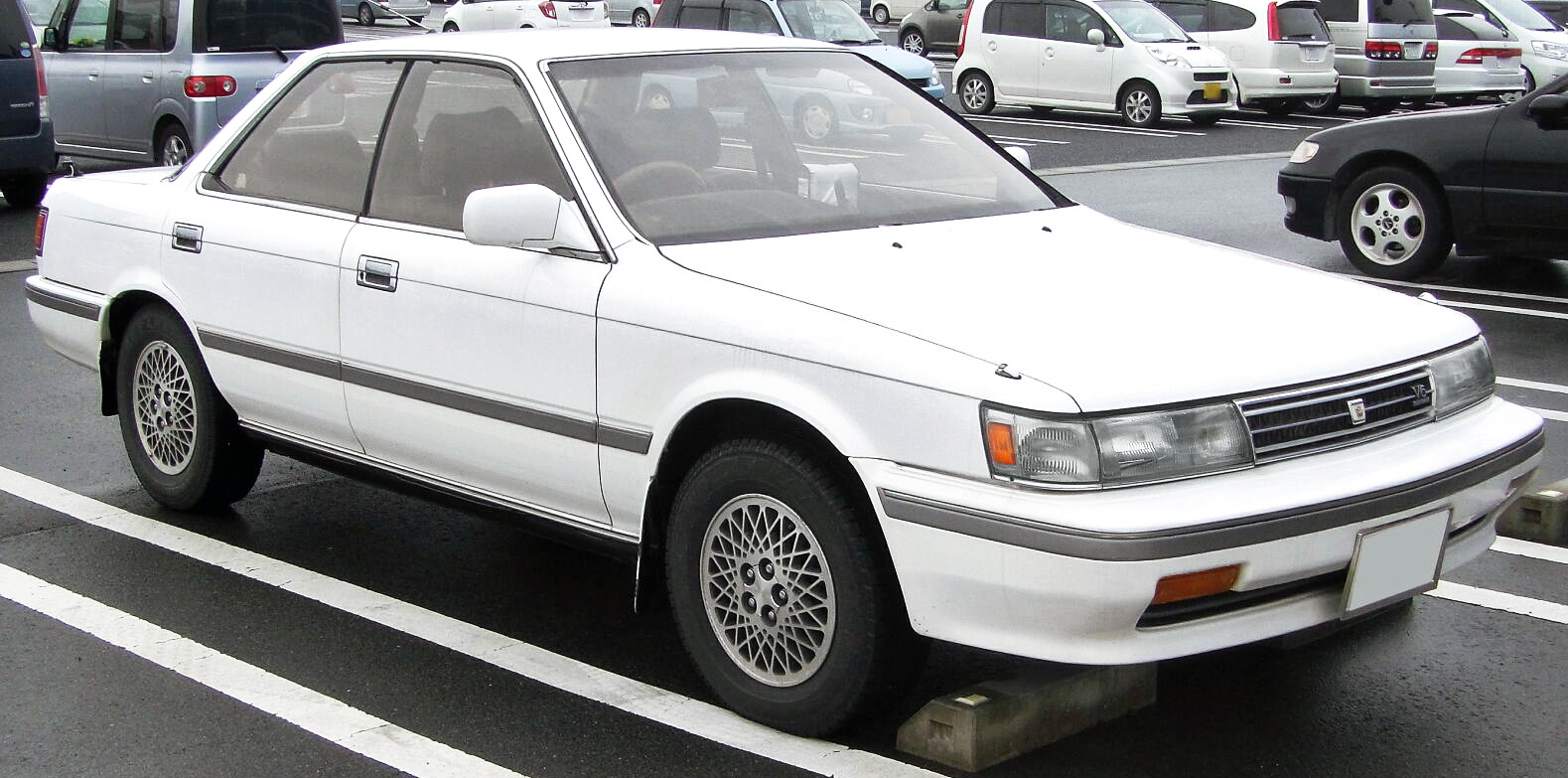
토요타 캠리 프로미넨트(3세대) 정측면

1986년 8월에 출시되었다. 이듬해 4월에는 V형 6기통 2.0리터 엔진을 탑재한 하드탑 사양인 캠리 프로미넨트가 등장하였다. 프로미넨트의 경우 미국에서 렉서스 ES의 1세대로 팔리기도 하였다.

### 4세대 (V30/XV10,1990년~1996년)

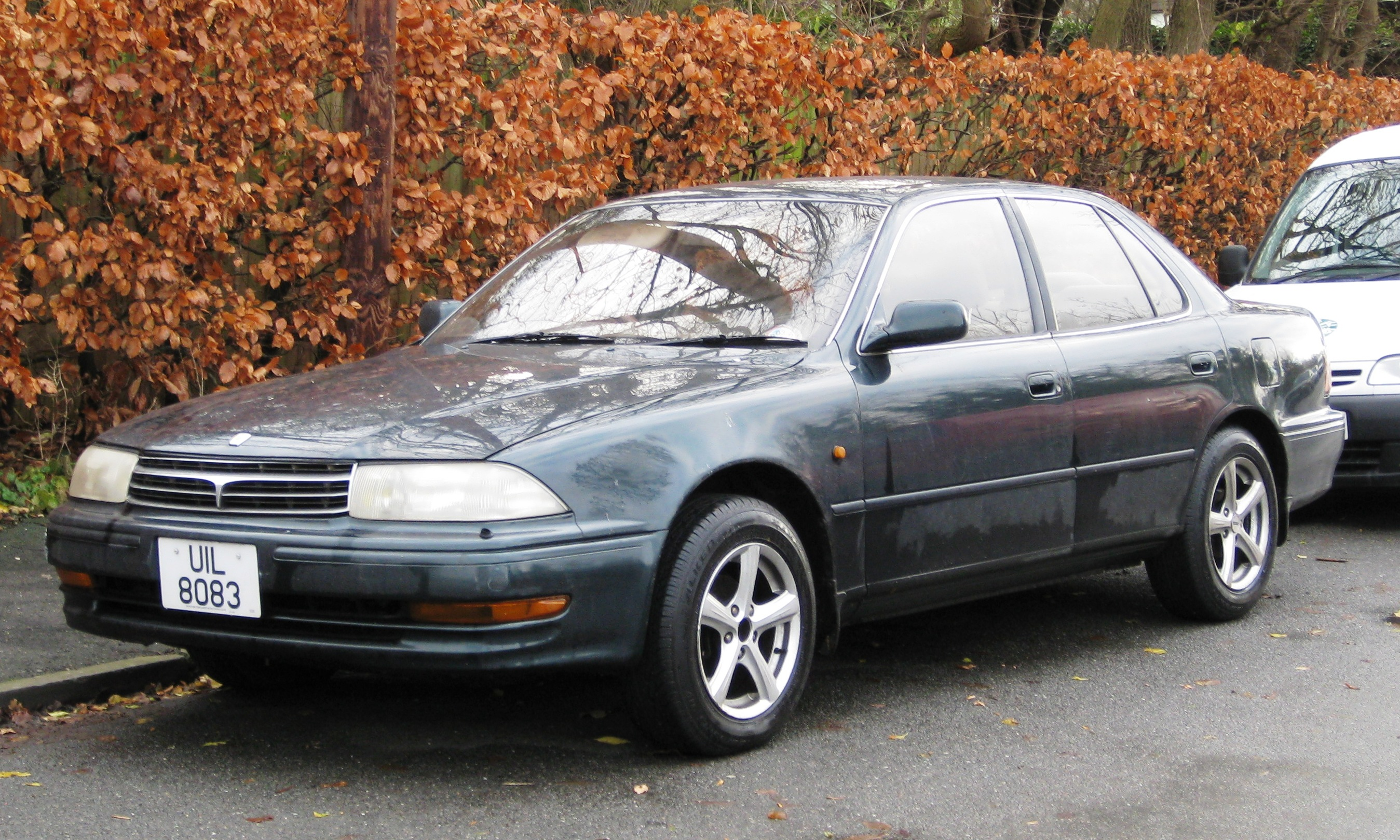
토요타 캠리(4세대 내수용) 정측면

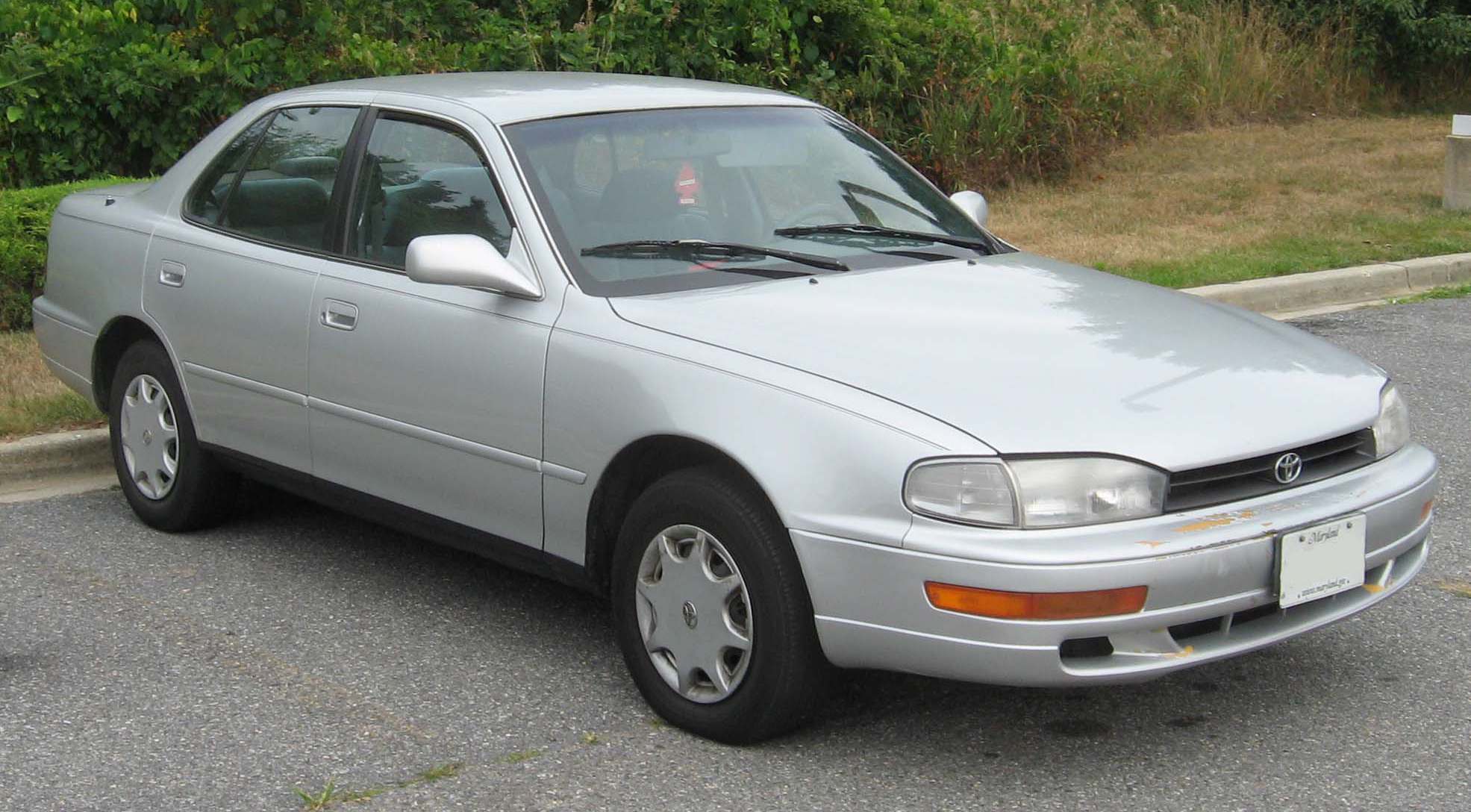
토요타 캠리(4세대 해외용) 정측면

4세대는 내수용과 해외용으로 나뉘었다. 디자인이 다소 다르고, 해외용이 내수용보다 더 컸다. 일본에서는 해외용 모델이 세프터라는 차명으로 판매되었다.

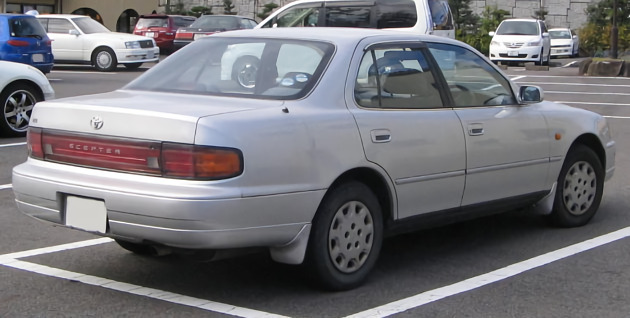
토요타 세프터 후측면
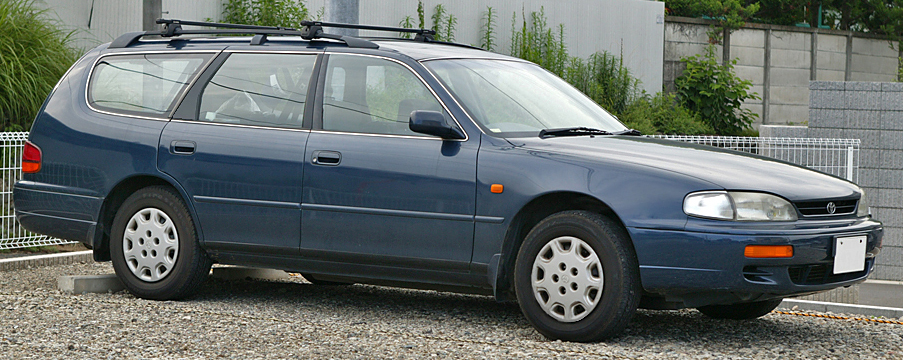
토요타 세프터 왜건 정측면
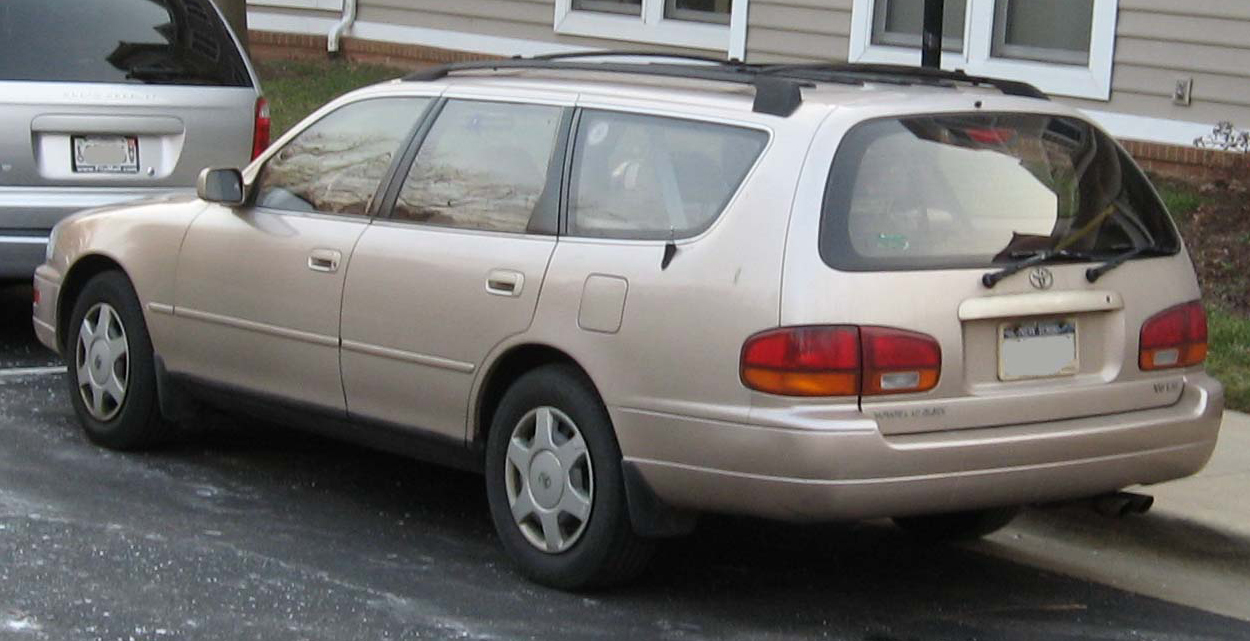
토요타 캠리(4세대 해외용) 정측면

### 5세대 (V40,1994년~1998년)

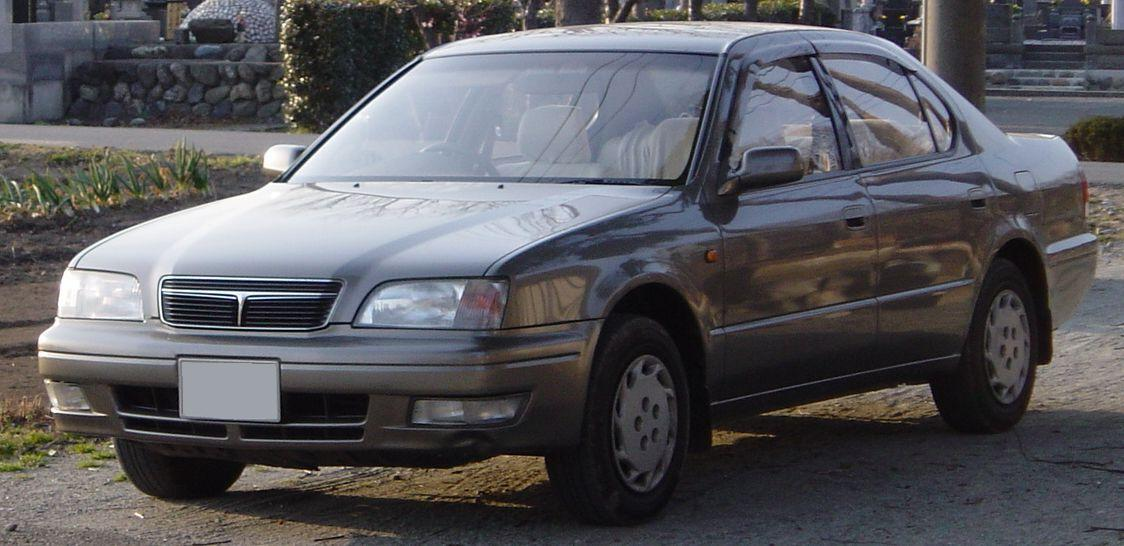
토요타 캠리(5세대 전기형) 정측면

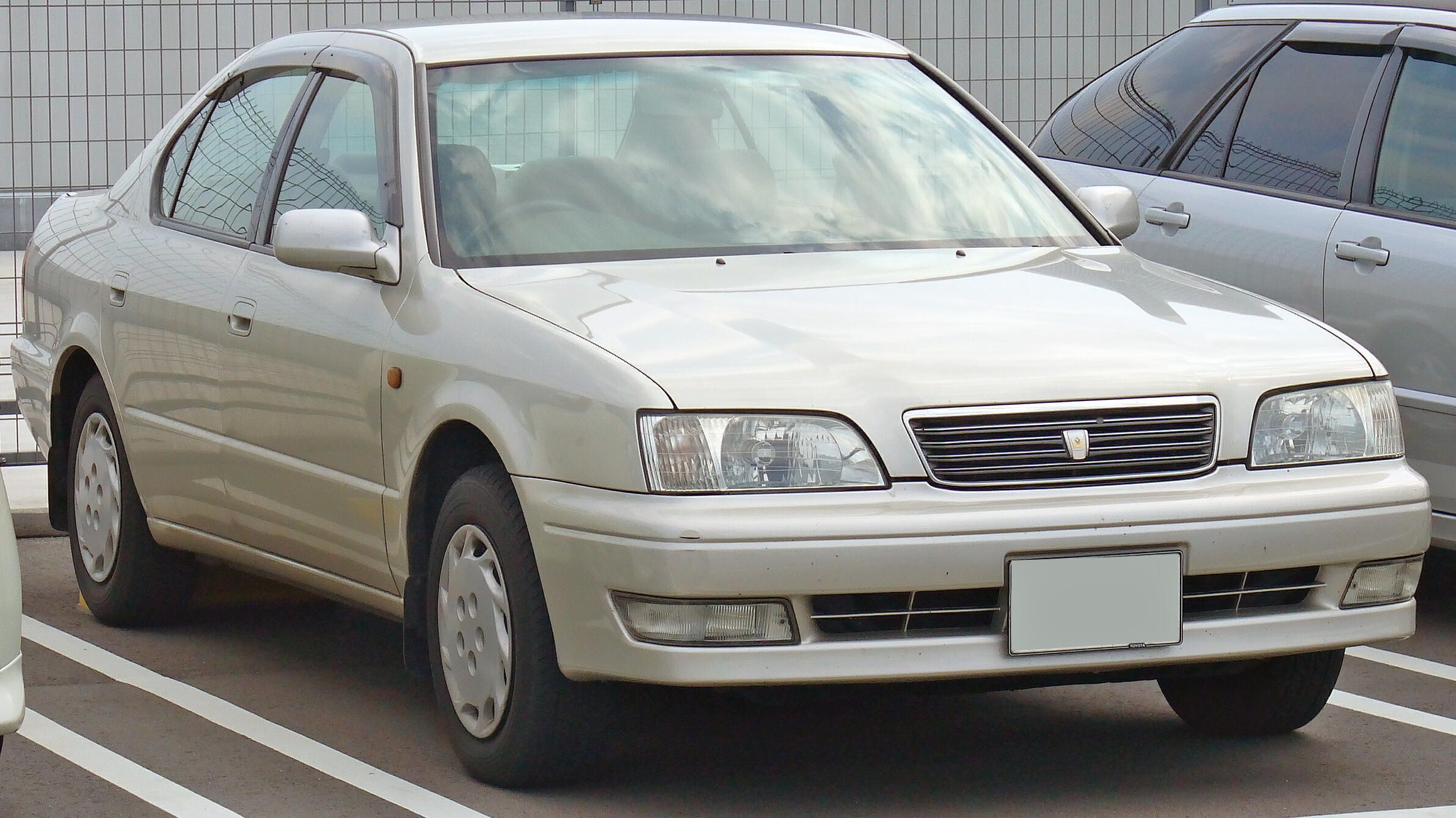
토요타 캠리(5세대 후기형) 정측면

이 세대부터 캠리 프로미넨트가 폐지되고 캠리 한 차종만 남았으며, 일본 외의 시장에서는 판매 않았다. 단종 이후에 캠리와 비스타는 다른 모델로 갈라지게 된다.

### 6세대 (XV20,1996년~2001년)

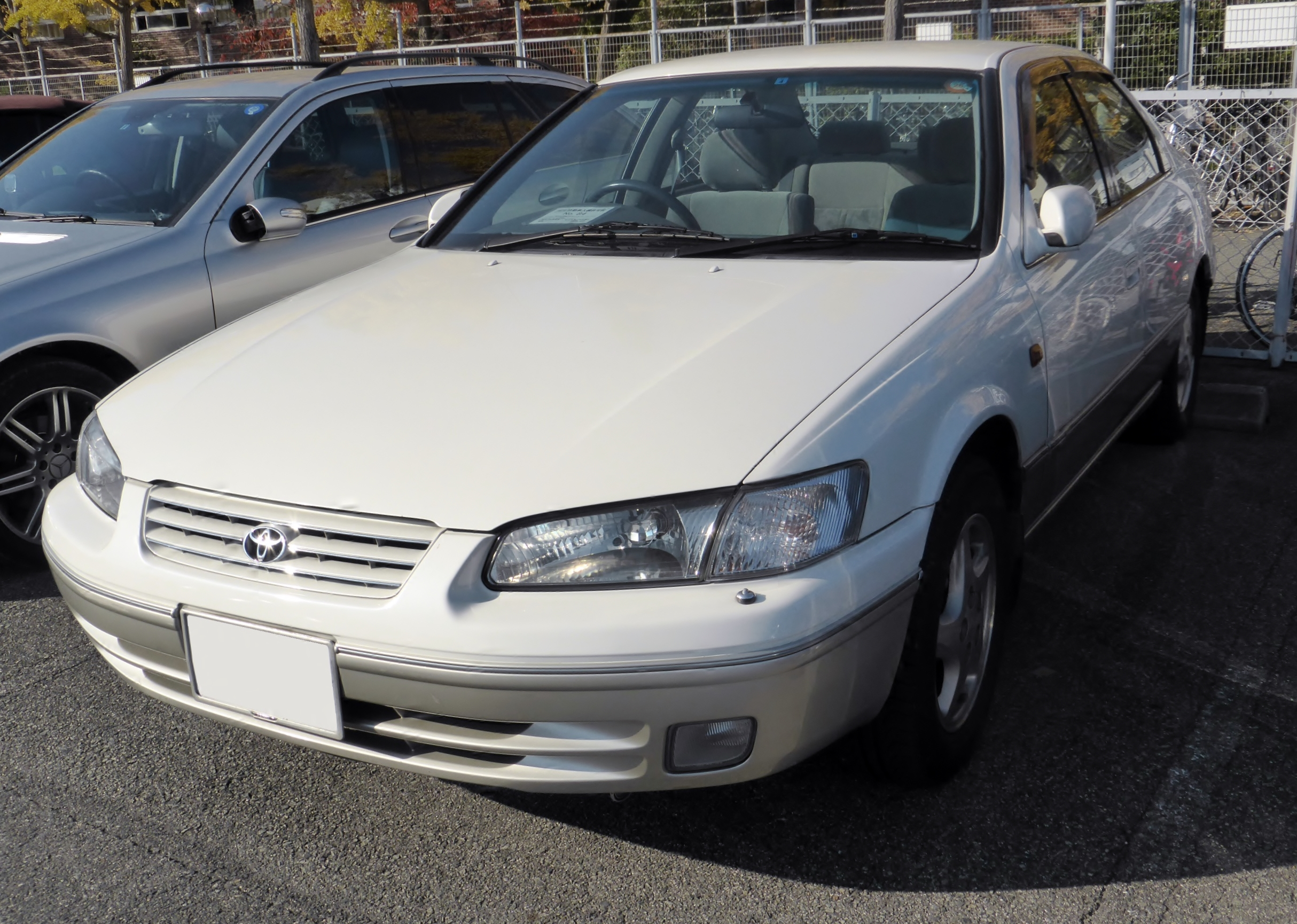
토요타 캠리 그라시아 정측면

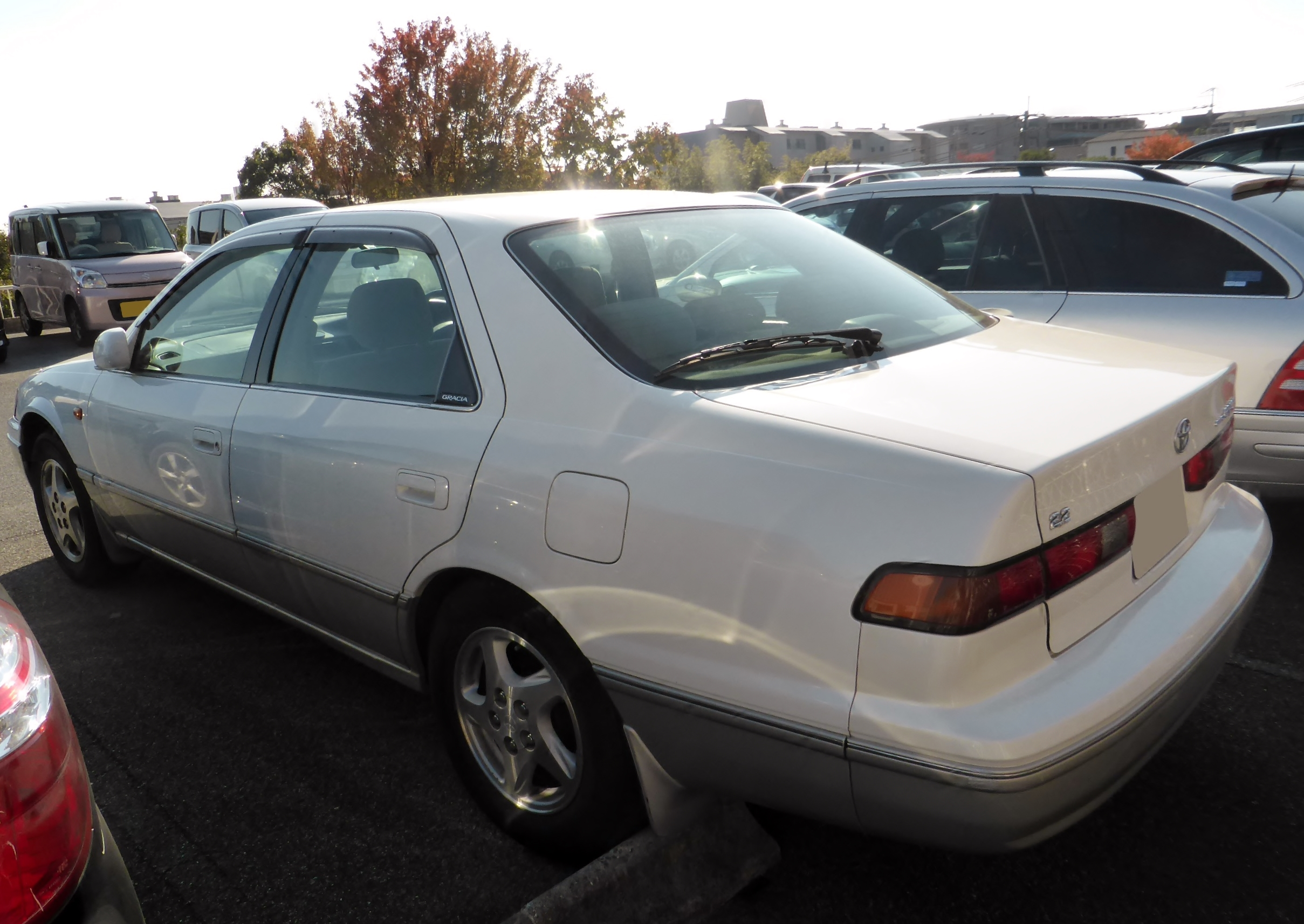
토요타 캠리 그라시아 후측면

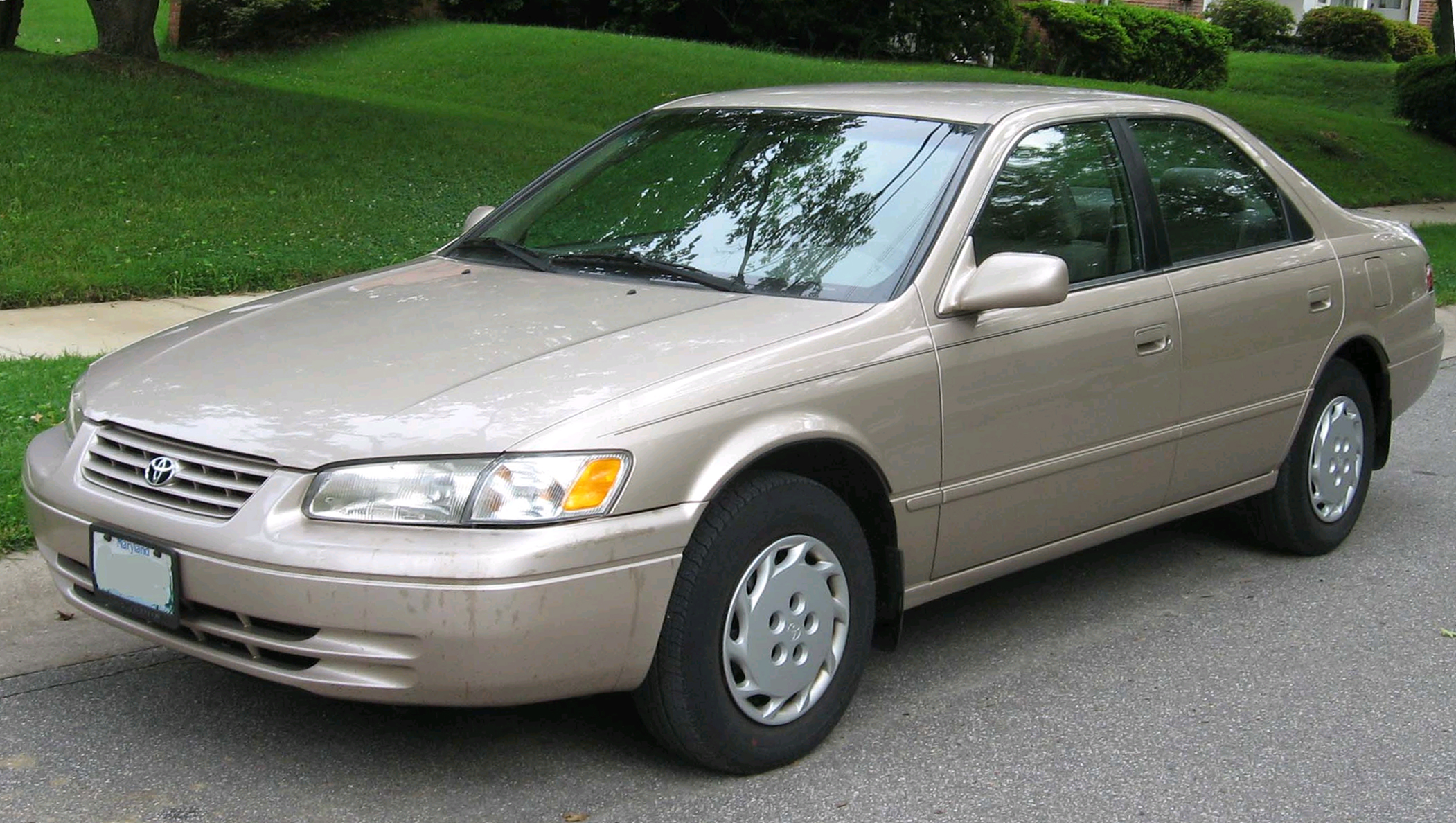
토요타 캠리(6세대) 정측면

1996년 12월에 일본에서 세프터를 대체하며, 기존 캠리보다 고급화된 수출용 캠리가 캠리 그라시아라는 차명으로 출시되었다. 6세대는 4년 연속 미국 승용차 판매 대수 1위를 차지하였을 만큼 큰 인기를 누렸다. 1999년에 마이너 체인지를 거치며, 세단은 캠리라는 원래의 이름으로 돌아왔지만, 왜건은 여전히 캠리 그라시아로 판매되었다. 이 모델부터 다이하츠에서 고급화를 거쳐「알티스(ALTIS)」이라는 이름으로 일본 내수시장 전용으로 판매를 개시하였으며, 주문 생산 방식으로 생산하였다. 대한민국에서는 진세무역을 통해 아발론과 함께 북미 생산분이 수입되었다.

### 7세대 (XV30,2001년~2006년)

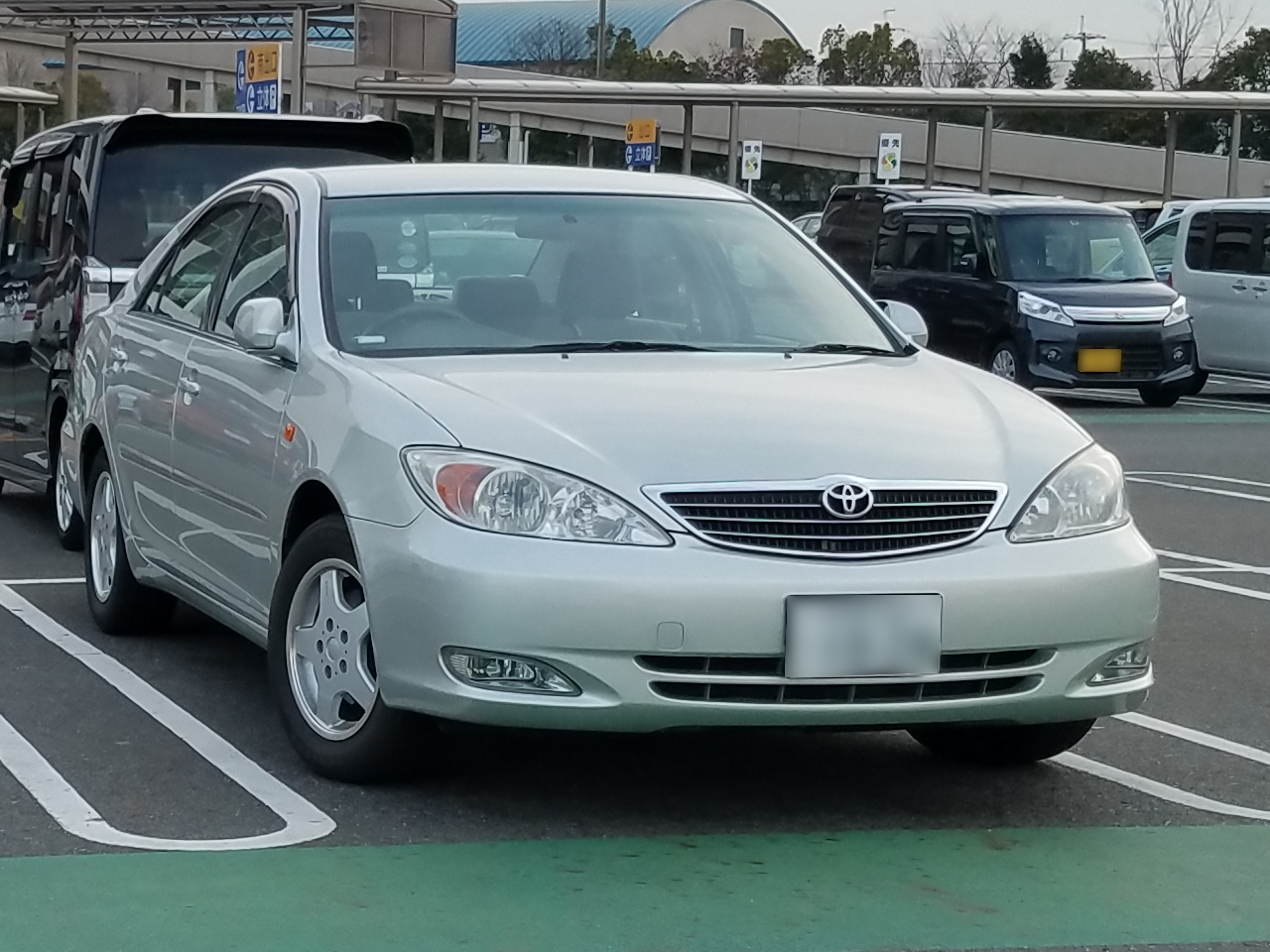
토요타 캠리 (7세대) 정측면

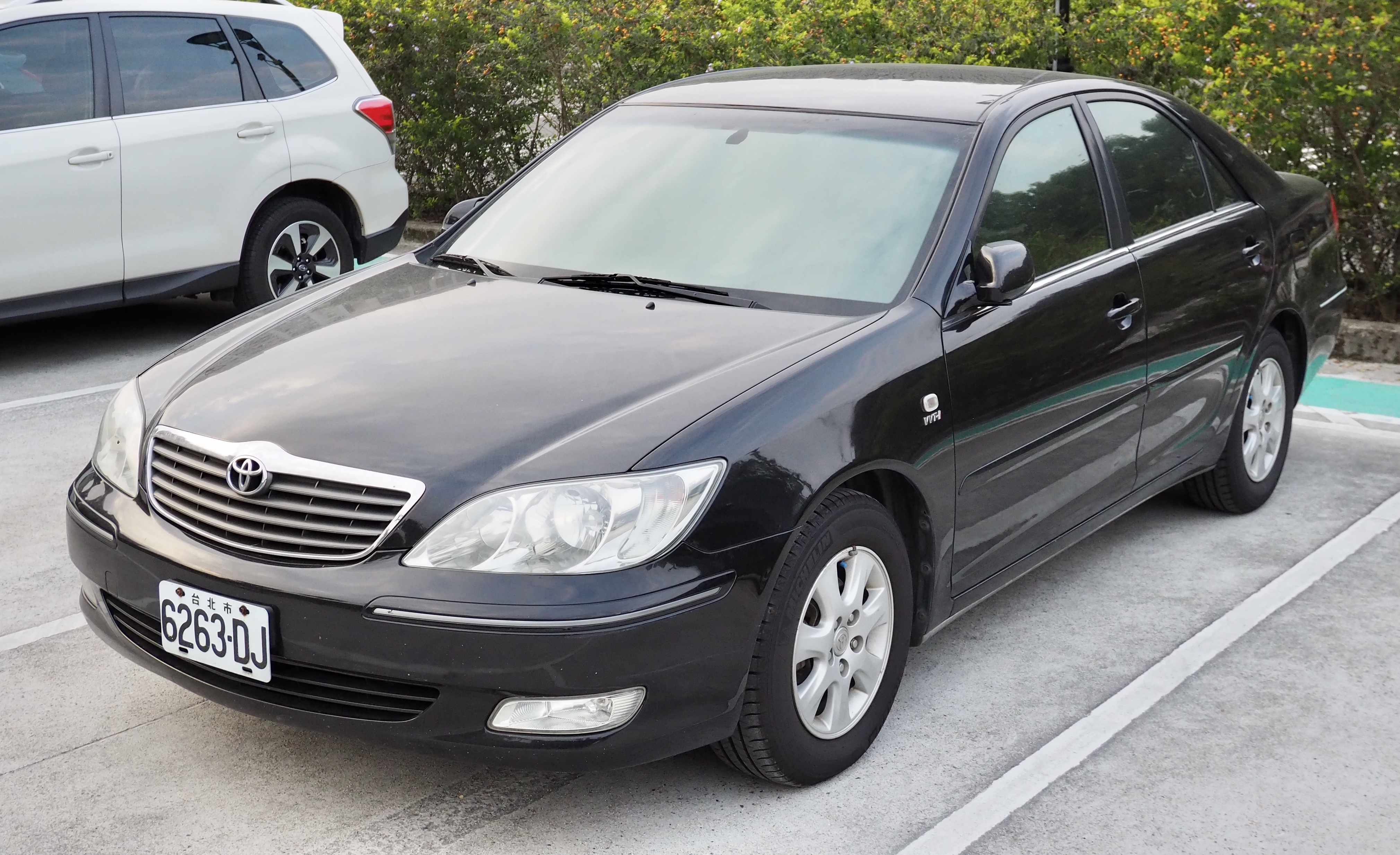
토요타 캠리 (7세대) 아시아형 정측면

2001년 9월에 출시되었다. 6세대까지는 세단과 왜건이 제공되었지만, 7세대부터는 세단만 나오게 되었다. 당시 토요타의 새로운 중형차 플랫폼이었던 K 플랫폼을 적용한 최초의 캠리였다. 그리고 이 세대부터 고급스러운 디자인의 아시아 전용 모델과 무난한 디자인의 일본/북미/유럽 전용 모델이 따로 발매되었다. 미국 시장 한정으로 쿠페인 캠리 솔라라도 발매되었다. 유럽 일부 시장에서는 이 세대가 단종된 이후 맥이 한동안 끊겼고, 어벤시스가 대신 판매되었다.

### 8세대 (XV40,2006년~2011년)

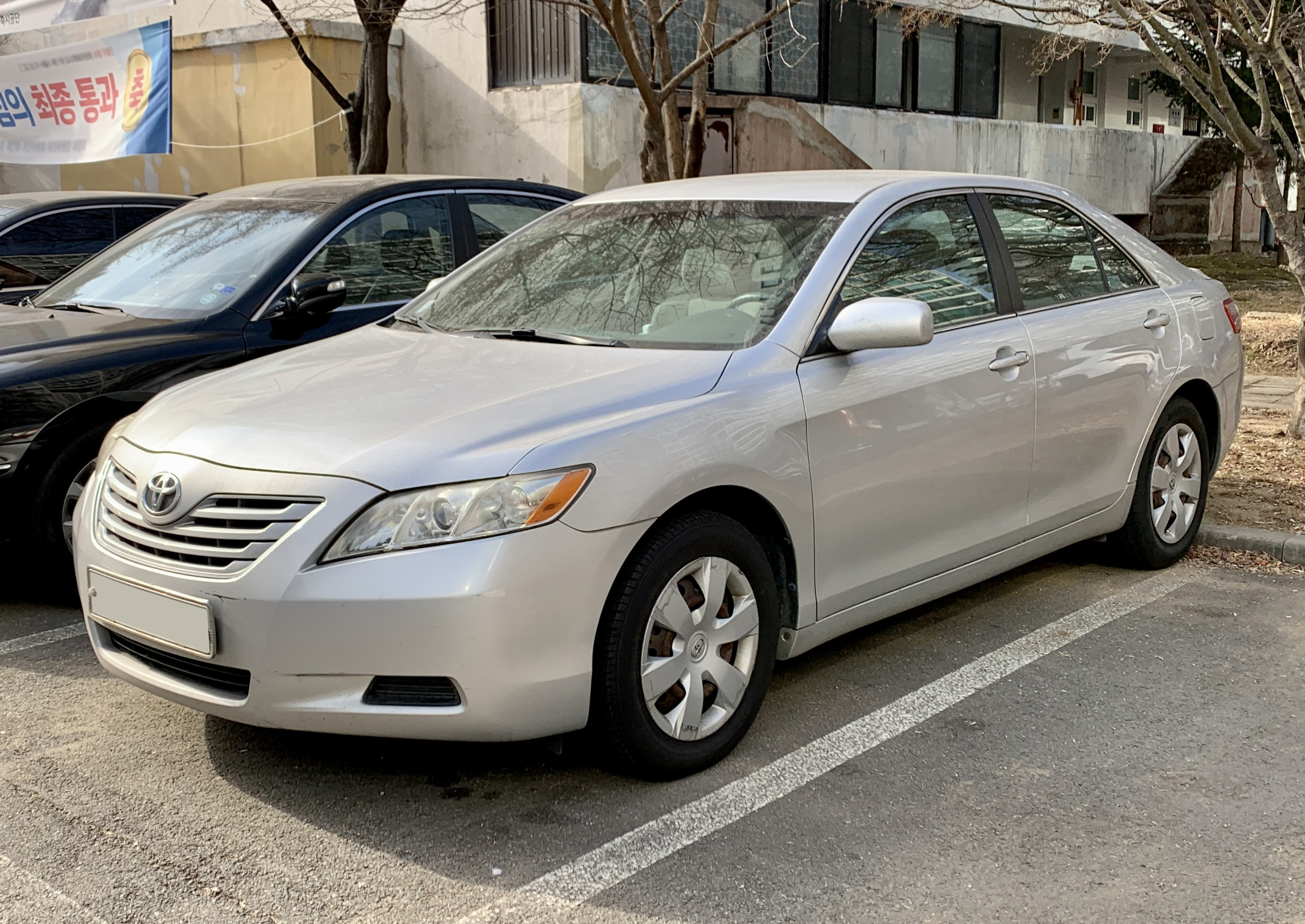
토요타 캠리(8세대 전기형)

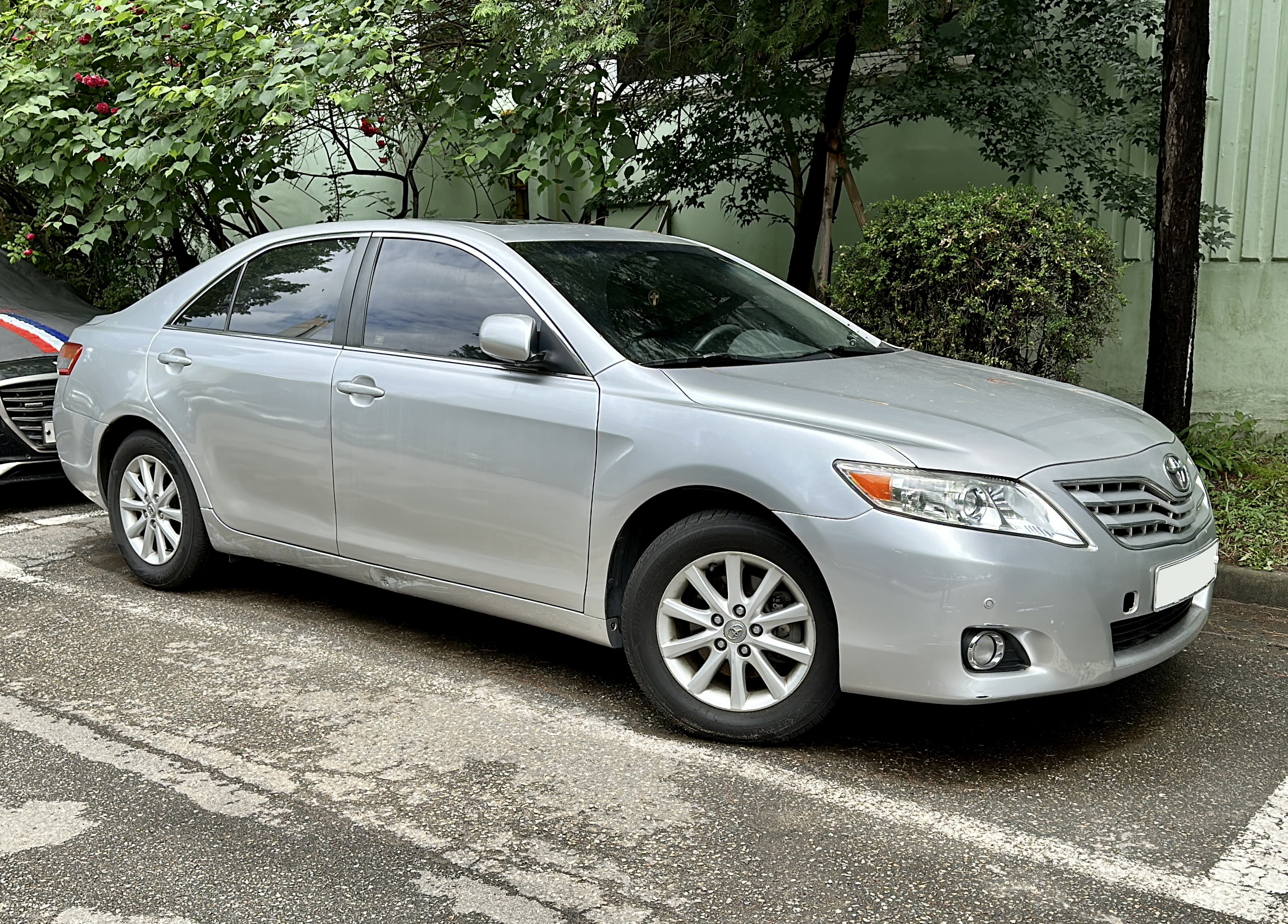
토요타 캠리(8세대 후기형)

2006년 출시되었으며, 이전 모델들과 마찬가지로 렉서스 ES의 5세대 모델과 플랫폼을 공유하였다. 또한 2.4리터 하이브리드 모델도 판매되었다.
8세대부터 대한민국에서 토요타 대한민국 법인을 통해 일본산 모델이 정식으로 2009년 10월부터 판매되기 시작하였다.

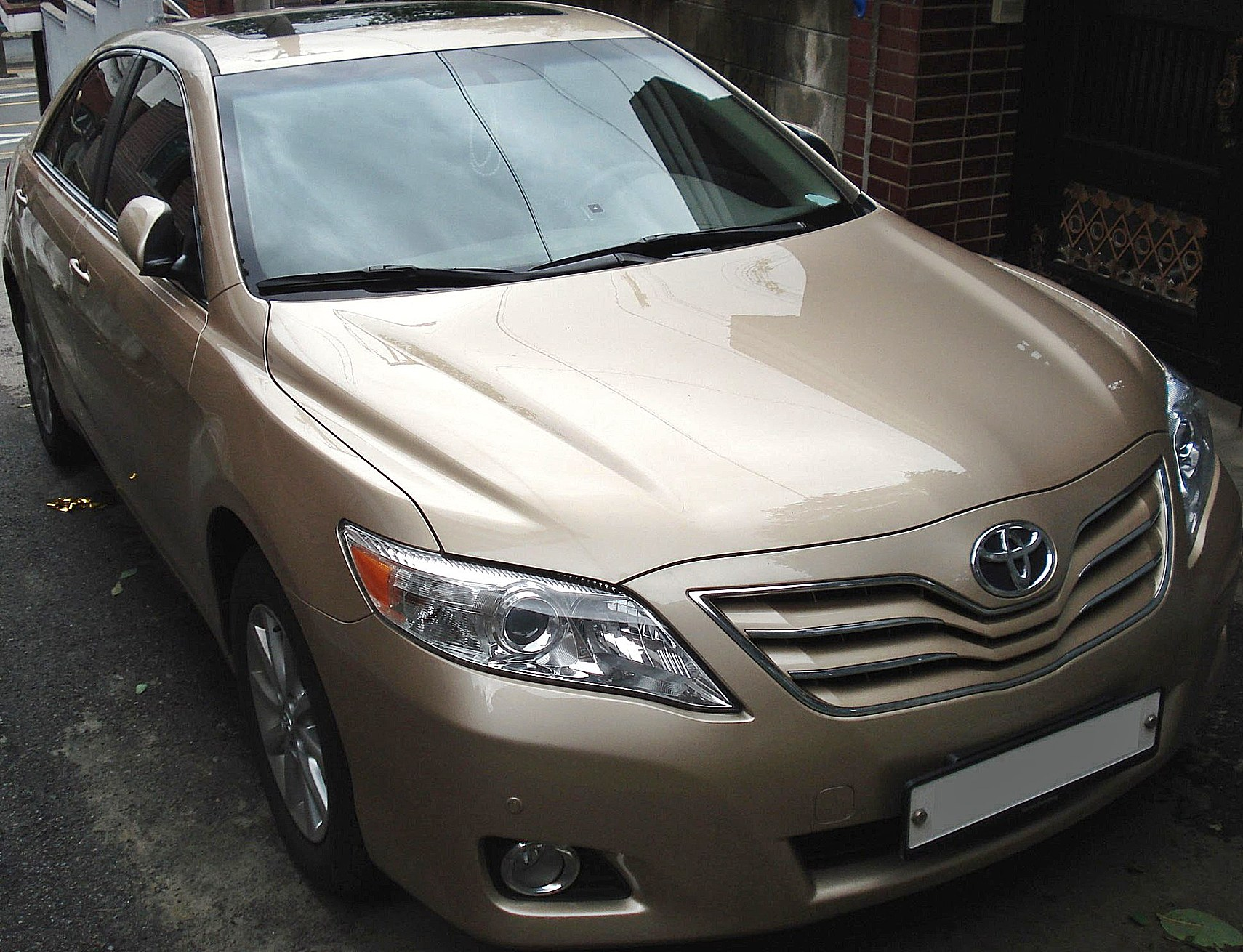
토요타 캠리(8세대 후기형) 정측면
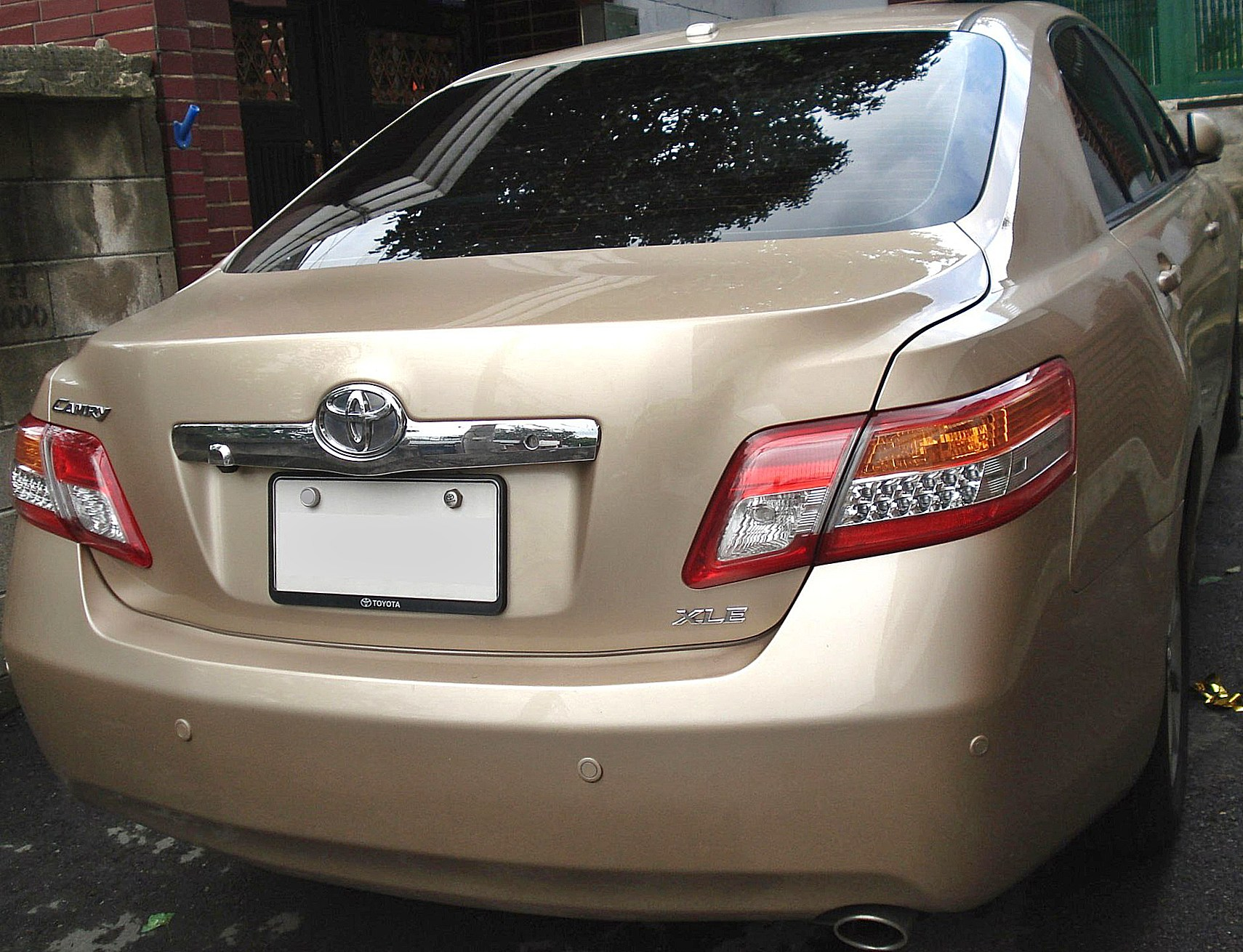
토요타 캠리(8세대 후기형) 후측면
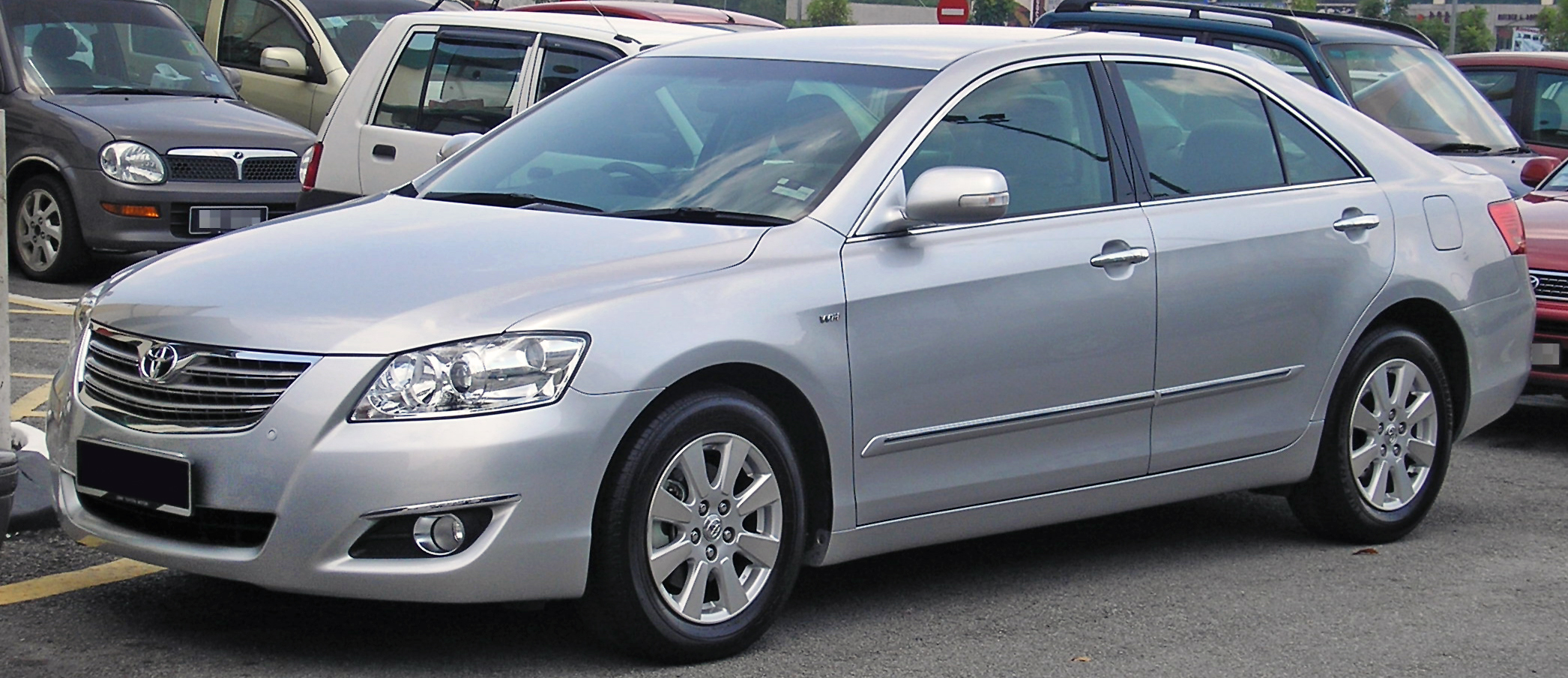
토요타 캠리 (8세대 전기형) 아시아형 정측면
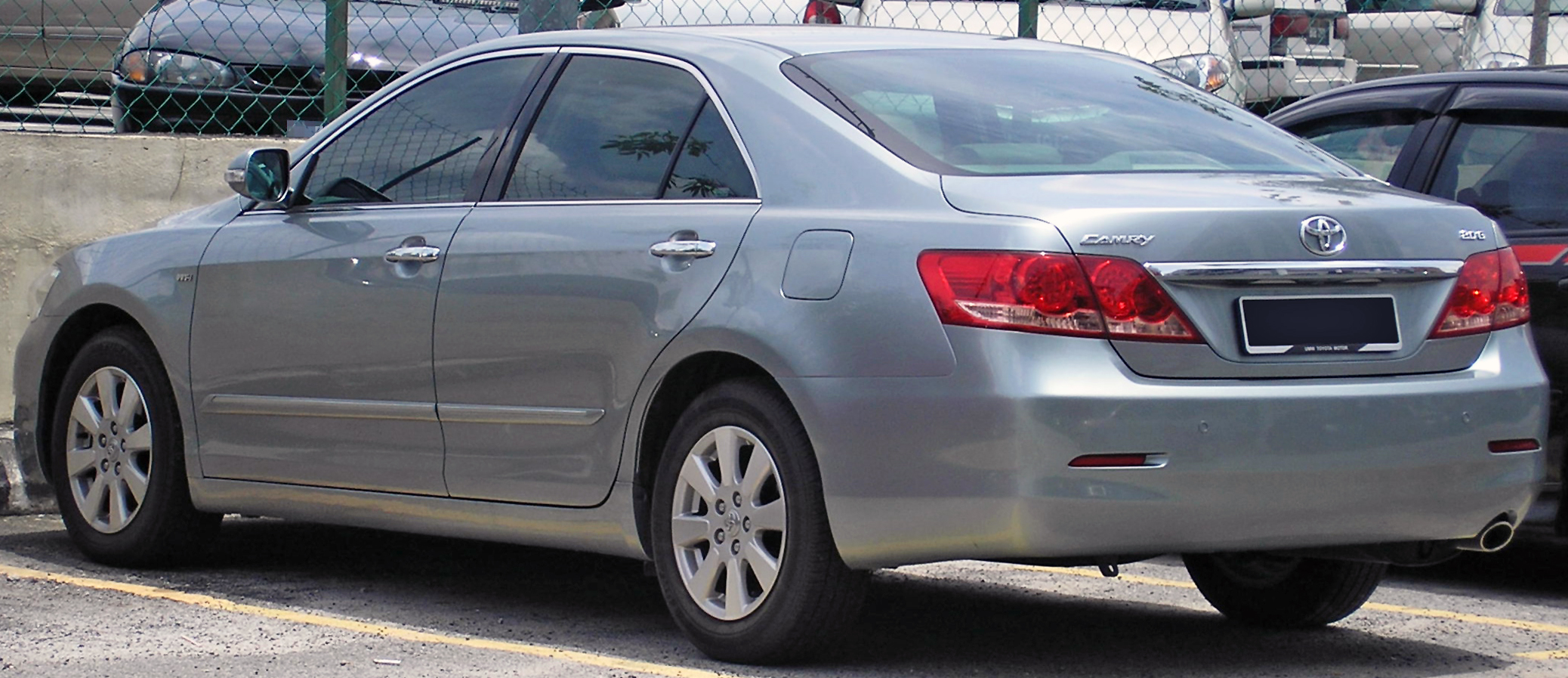
토요타 캠리 (8세대 전기형) 아시아형 후측면
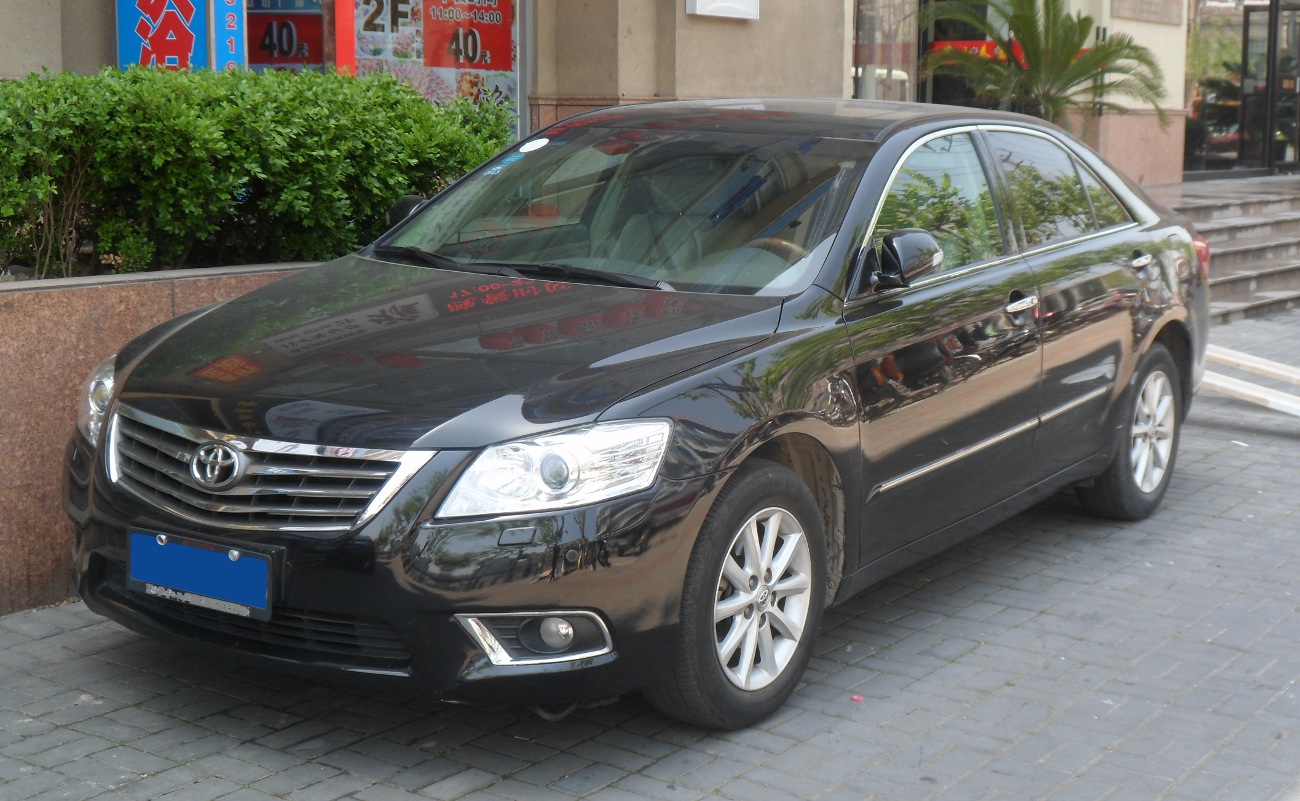
토요타 캠리 (8세대 후기형) 아시아형 정측면
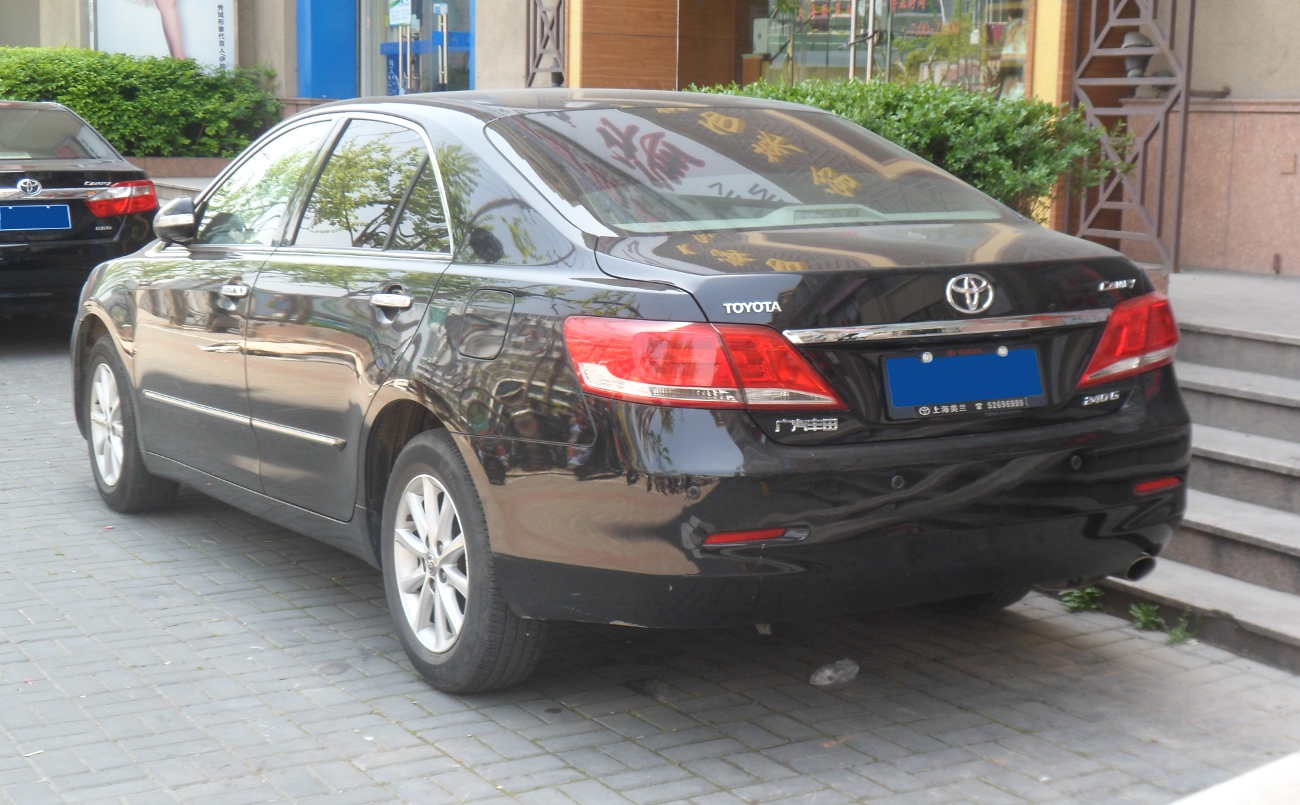
토요타 캠리 (8세대 후기형) 아시아형 후측면

### 9세대 (XV50,2011년~2017년)

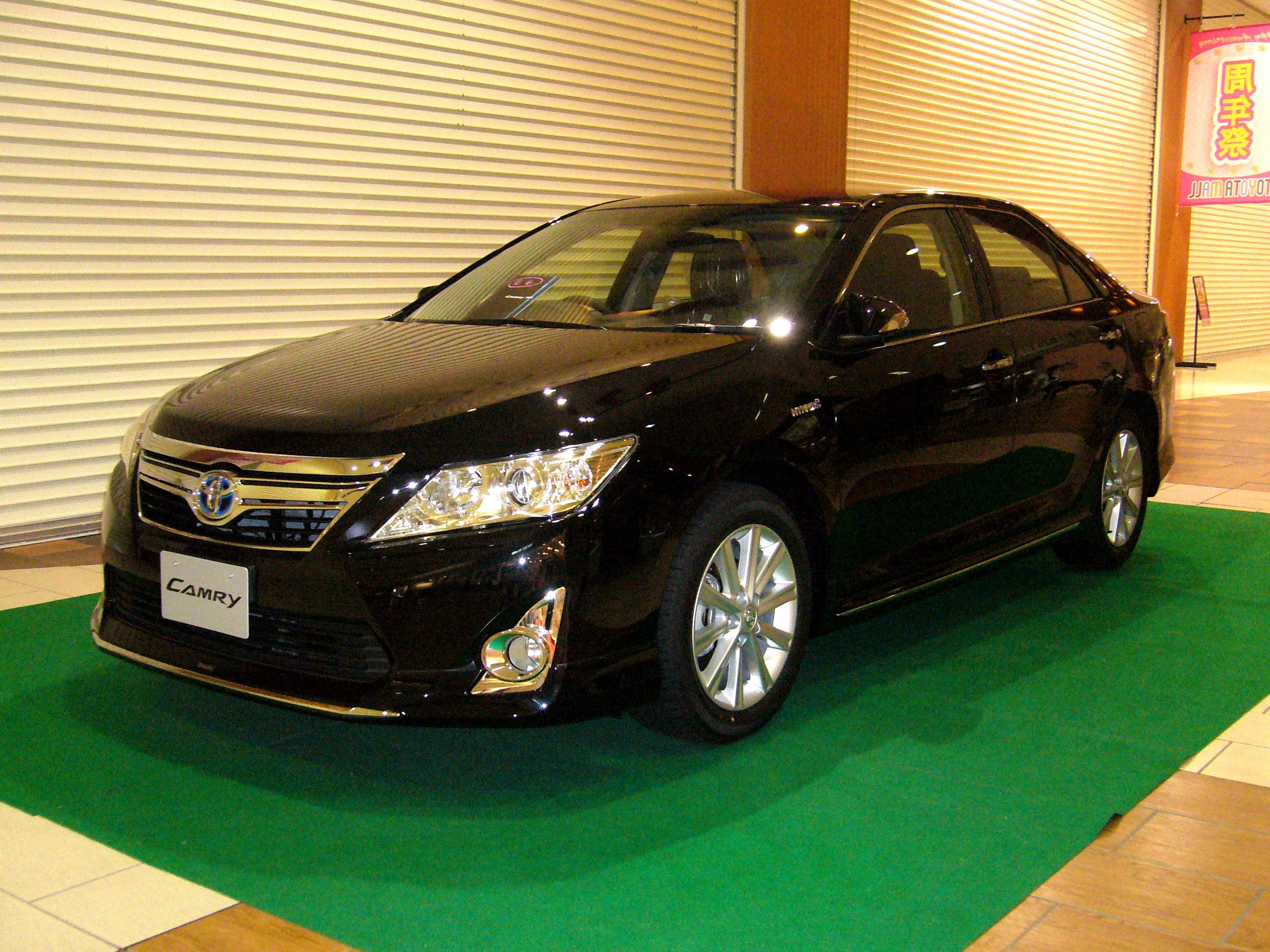
토요타 캠리(9세대 전기형) 일본 내수용

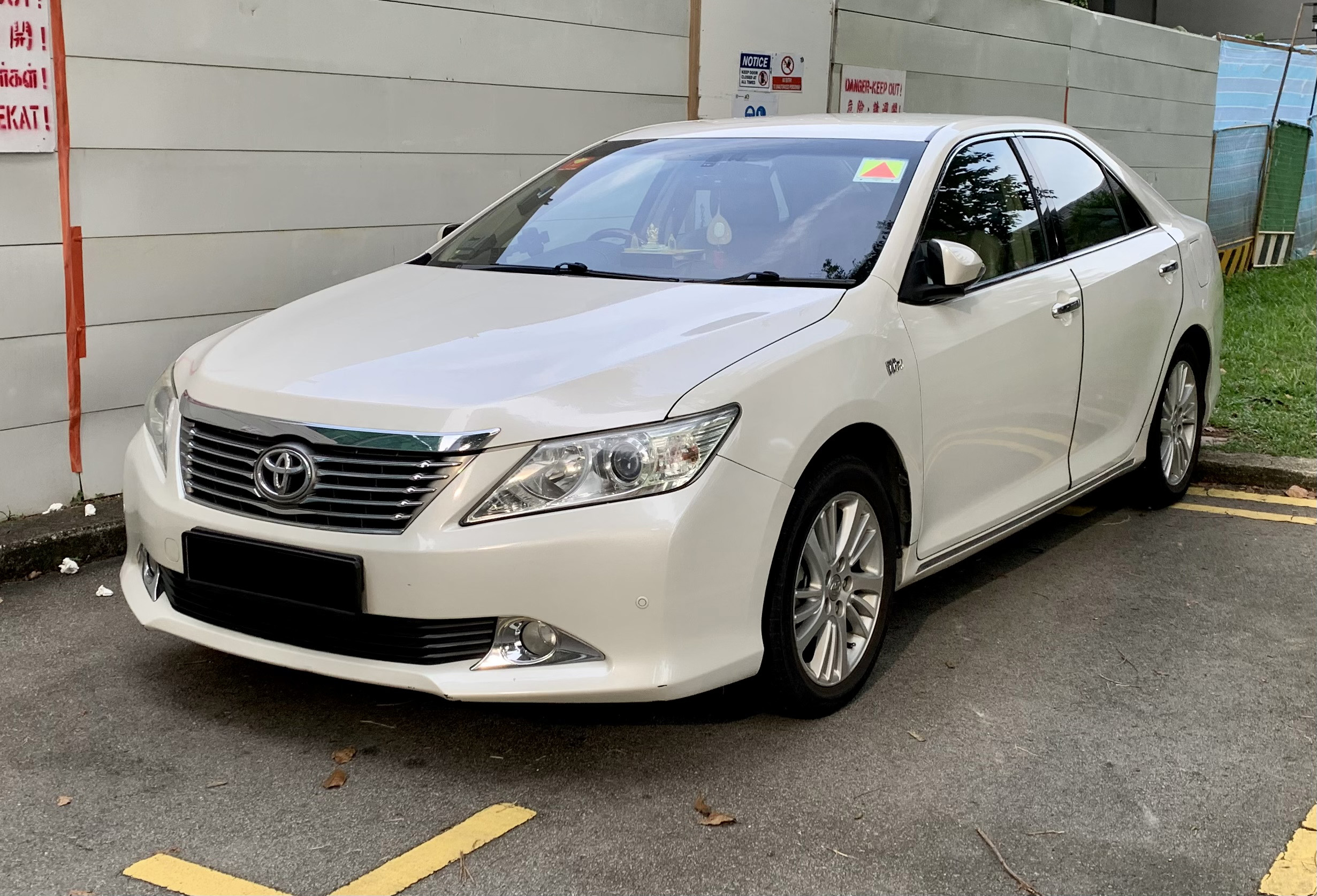
토요타 캠리 (9세대 전기형) 아시아용

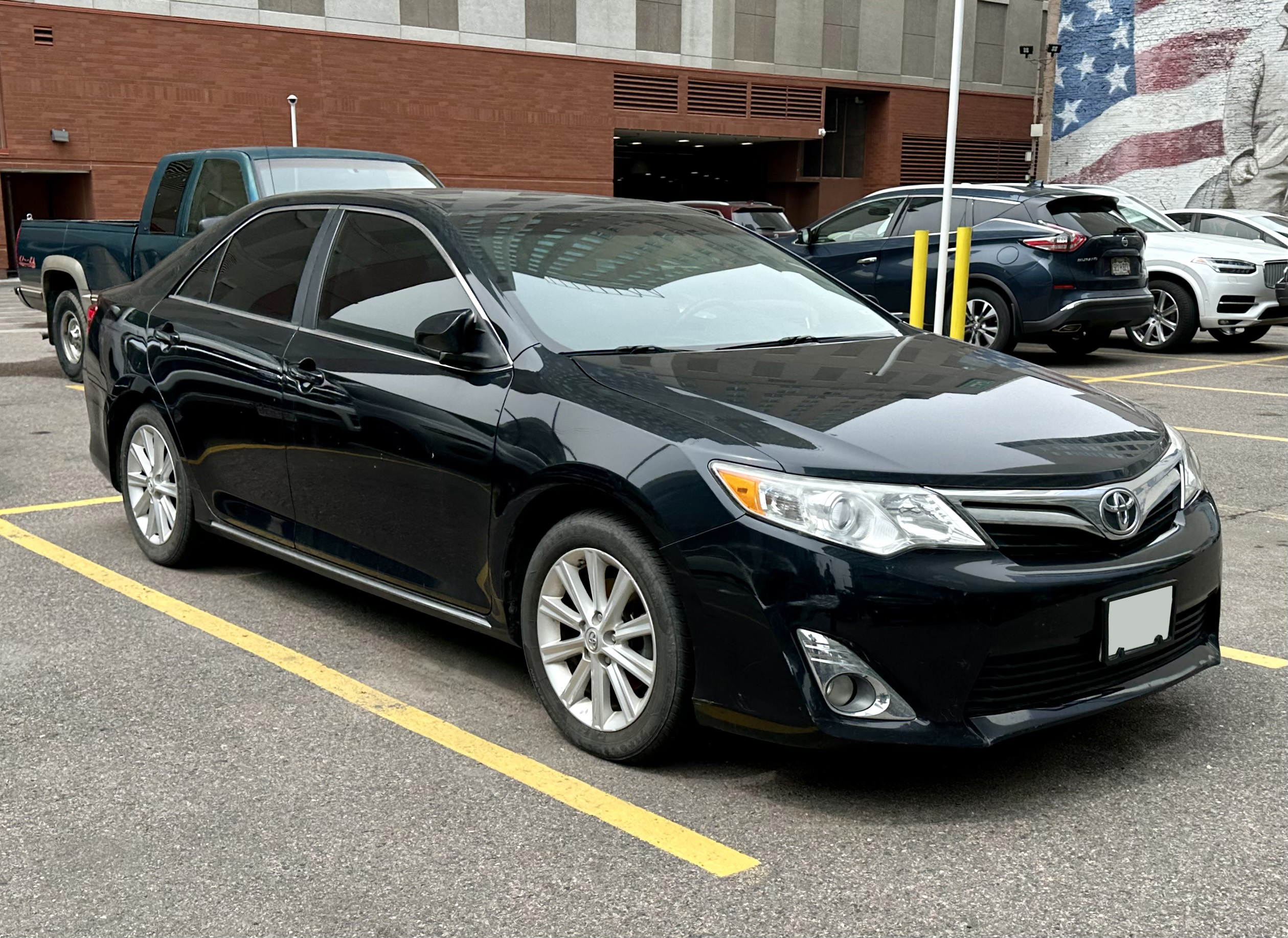
토요타 캠리 (9세대 전기형) 북미용

2011년 8월 출시되었다. 일본 내수용 모델의 경우, 이 모델부터 하이브리드 모델 1가지만 출시되었다. 2014년 말에 페이스리프트를 감행하였다.
대한민국 시장에서는 동일본 대지진의 여파와 대한민국과 미국의 FTA가 발효되면서, 일반형 모델과 하이브리드 모두 같은 플랫폼을 공용하는 미니밴 시에나와 크로스오버 벤자처럼 미국 켄터키주 조지타운 현지공장에서 수입하였다. 직렬 4기통 2.5리터와 하이브리드가 먼저 출시되었고 V6 3.5리터 DOHC 모델은 2013년에 들어왔다. 2013년 1월 "대한민국 올해의 차" 로 선정되었다.
호주에서는 이 세대를 끝으로 생산을 중단하였으며, 10세대부터는 일본산 모델이 수입된다.

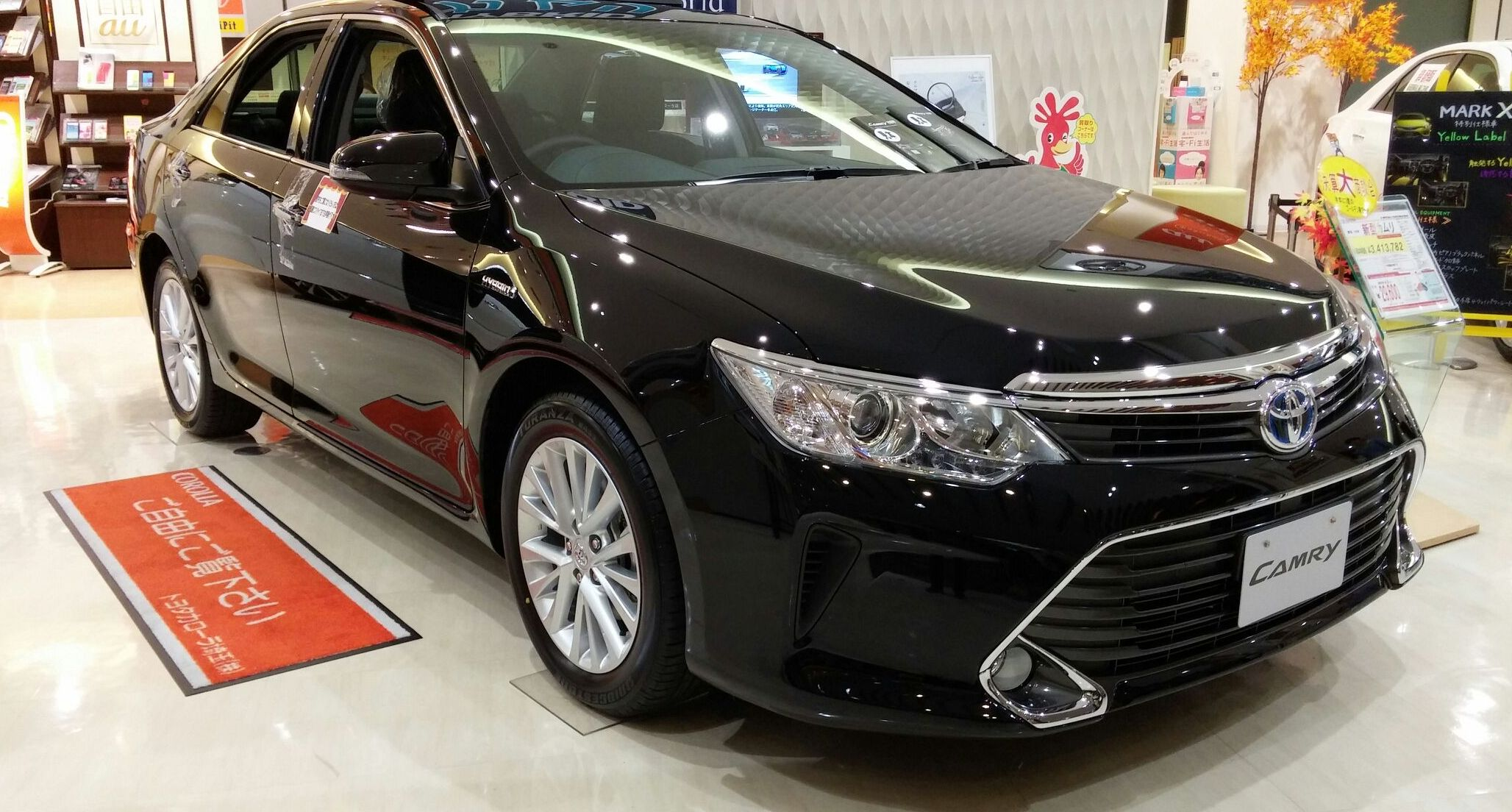
토요타 캠리(9세대 후기형) 일본 내수용 후측면
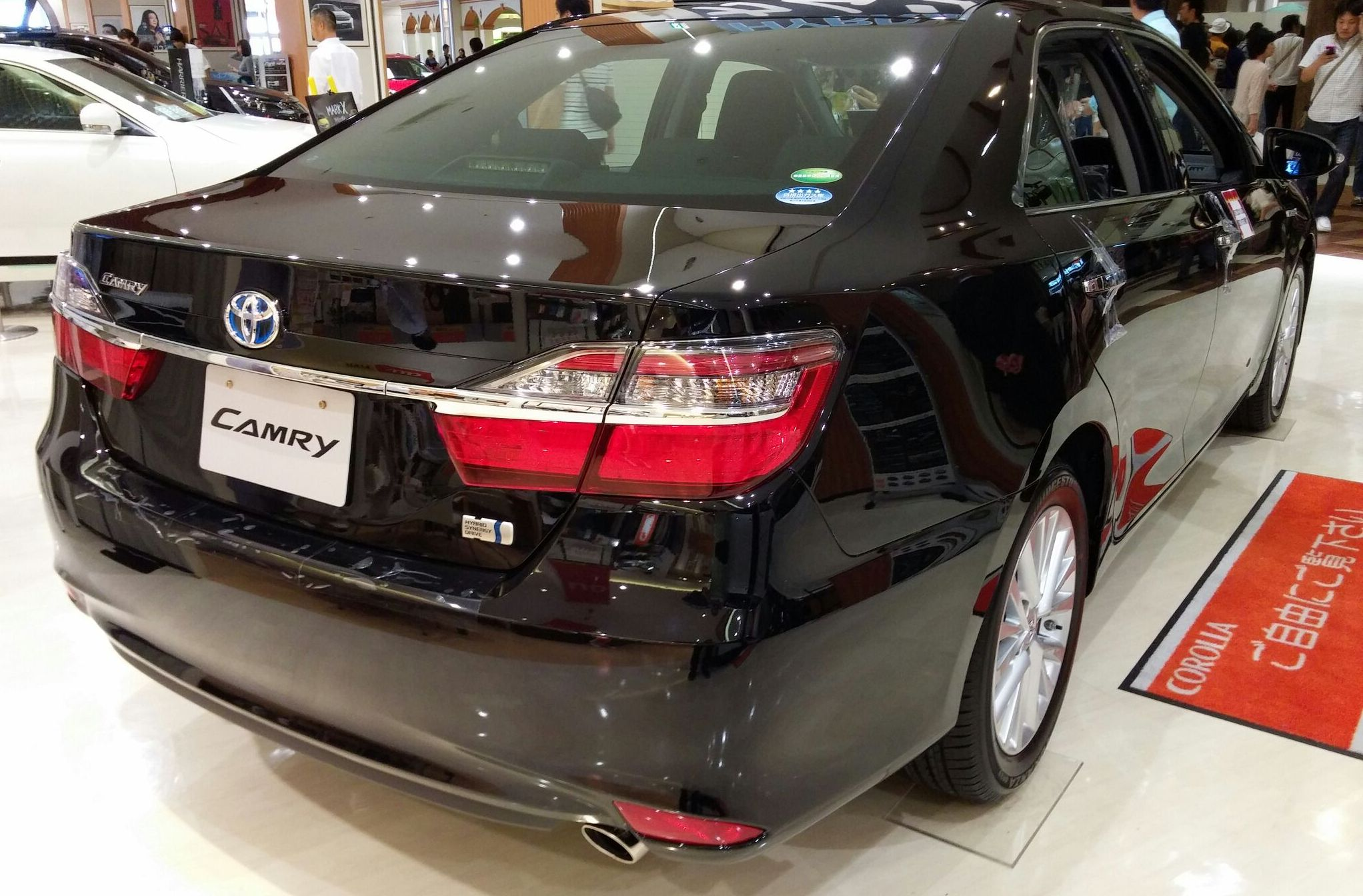
토요타 캠리(9세대 후기형) 일본 내수용 후측면
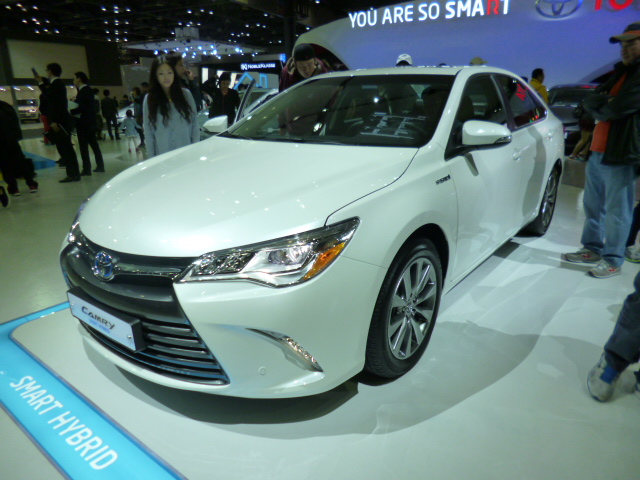
토요타 캠리(9세대 후기형) 정측면

### 10세대 (XV70,2017년~ 현재)

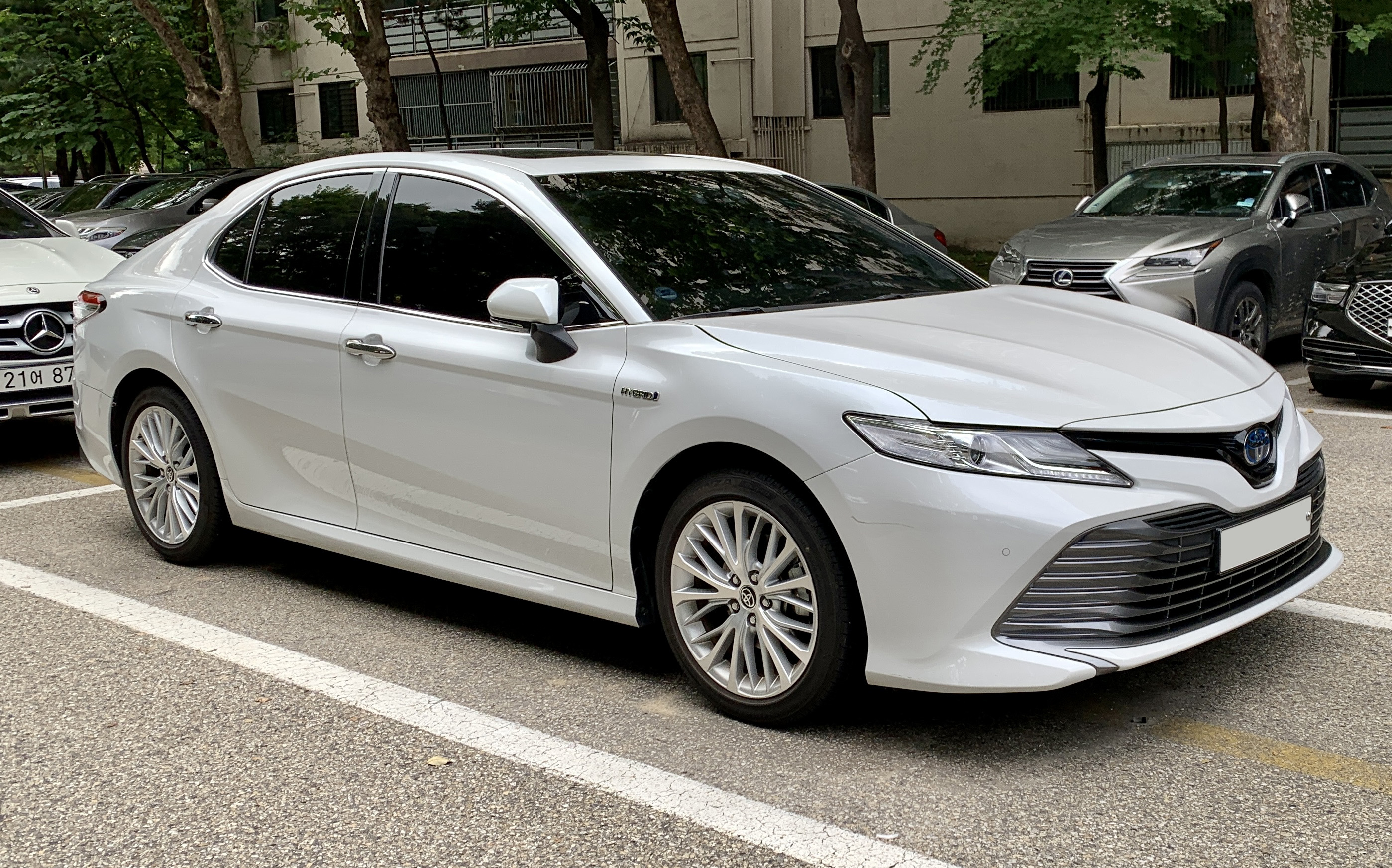
토요타 캠리(10세대) 정측면

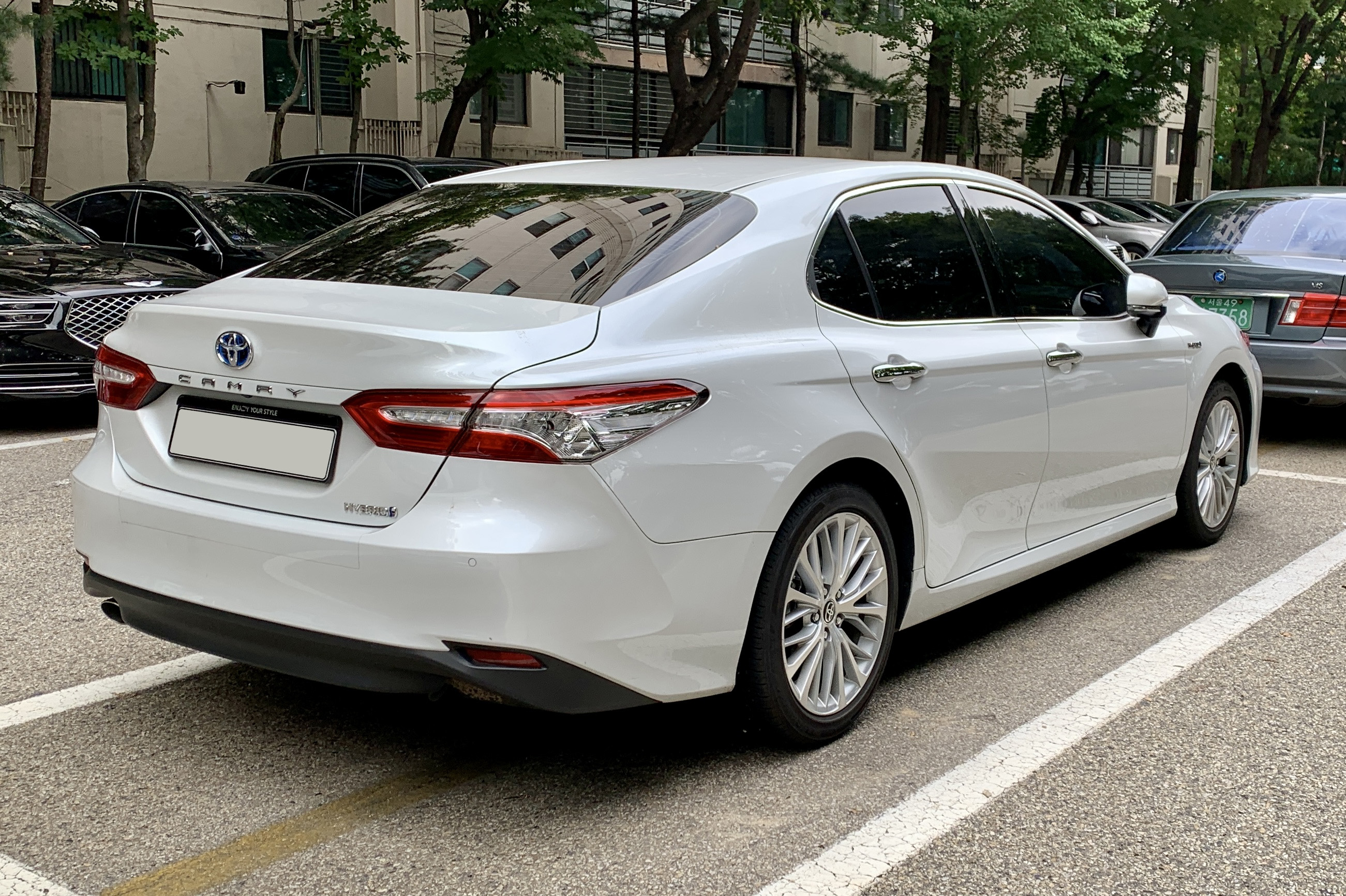
토요타 캠리(10세대) 후측면

2017년 1월 9일에 북미 국제 오토쇼에서 공개되었다. 전륜구동 플랫폼은 4세대 프리우스와 소형 SUV인 C-HR에 적용된 TNGA-K 플랫폼을 새로 적용하였고, 토요타의 새로운 디자인 언어인 'KEEN LOOK'이 적용되어 역동성을 강조하였다. 엔진은 미국형 기준 직렬 4기통 2.5리터 가솔린, 직렬 4기통 2.5리터 하이브리드, V형 6기통 3.5리터 총 3가지가 탑재되는데, 특히 2.5리터 엔진은(가솔린/하이브리드 모두) 다이나믹 포스 엔진이라는 별칭이 붙은 새로운 엔진으로, 실린더부로 유입되는 공기의 흐름을 개선하고 앳킨슨 사이클의 적용과 저마찰 설계 및 각종 전자제어 시스템을 대거 투입하여 압축비 14:1(하이브리드 버전 기준, 가솔린 버전은 13:1) 열효율을 약 41%까지 끌어올린 엔진이다. 변속기는 2.5 가솔린과 V6 3.5리터 모델에는 8단 자동변속기가, 하이브리드 모델에는 CVT 변속기가 탑재된다. 이 외에 다이내믹 레이다 크루즈 컨트롤(DRCC), 차선 이탈 경고(LDA), 긴급 제동 보조시스템(PCS), 오토매틱 하이빔(AHB) 등이 포함된 토요타 스마트 센스(Toyota Smart Sense)라는 첨단 예방 안전시스템이 적용되었다. 북아메리카 시장에는 2017년 6월에 출시되었으며, 일본 내수용은 2017년 7월 10일에 출시되었으나 전세대와 마찬가지로 하이브리드 모델 1가지만 출시되었다.
대한민국에는 2017년 10월 19일에 공식 출시되었으며, 직렬 4기통 2.5리터 가솔린 엔진 버전과 하이브리드 버전 2가지가 출시되었다. 대한민국에는 미국산을 수입하였던 9세대 모델과 달리, 10세대는 다시 일본산으로 수입하고 있다. 이후 마이너 체인지를 거치면서 2.5리터 일반 엔진은 더 이상 판매하지 않고, 2.5리터 하이브리드만 판매하고 있다.
유럽 시장에서는 2019년 초중반에 어벤시스를 대체하는 모델로 다시 출시되었다.
2021년 2월 1일에 일본 현지에서 마이너 체인지 모델이 출시되었는데, 외관을 조금 변경하고 헤드 업 디스플레이를 적용하는 등의 변화를 거쳤다.
그러나 일본 내수 시장에서는 판매 부진 때문에 2023년을 마지막으로 단종이 확정됐다. 일본 현지에서 기존 캠리의 자리는 크라운 크로스오버가 간접적으로 맡으며, 해외 수출용으로는 계속 일본에서 생산하기로 했다.
2024년 초반 유럽 일부 국가에서는 일본에 있던 캠리의 재고를 가져와 잠깐 동안 재판매하기도 했다.

### 11세대 (XV80,2024년~ 현재)
토요타에서 예고했던 내용대로 11세대부터 일본 내수에서 판매하지 않지만, 수출용으로 생산은 계속하는 것으로 알려졌다. 대한민국, 북미, 유럽 일부 국가, 중국, 동남아시아 시장에는 계속 판매한다.
또한 2.5리터 가솔린 하이브리드로 단일화하기로 하여 기존 2.5리터 자연흡기 엔진과 V6 엔진은 더 이상 나오지 않는다. 또한 이전에 사용하던 TNGA 전륜구동 플랫폼을 재사용한다.
대한민국에는 2024년 11월 26일에 정식으로 출시했다. 대한민국 복합연비는 17.1km/L다.

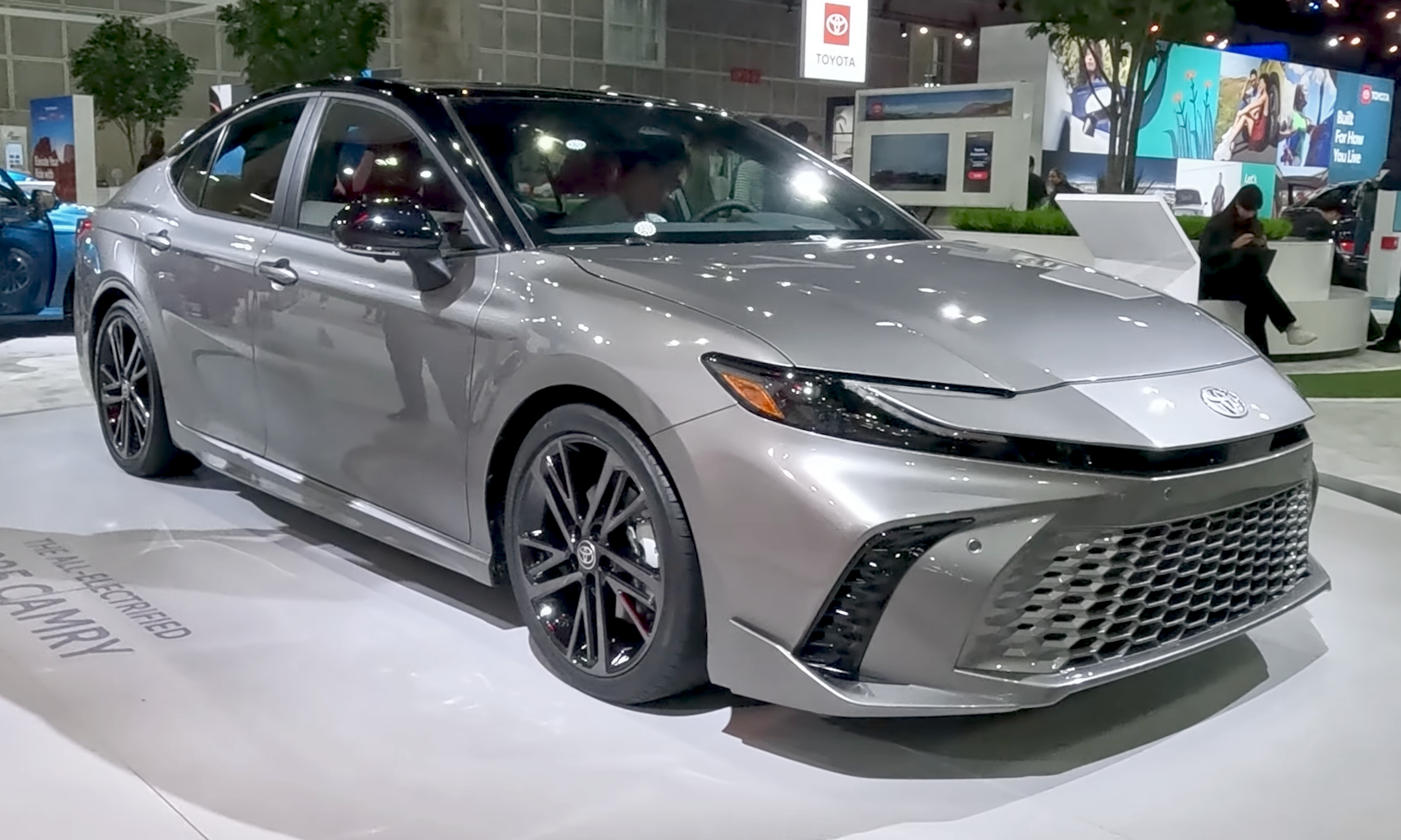
토요타 캠리 (11세대) 미국 사양

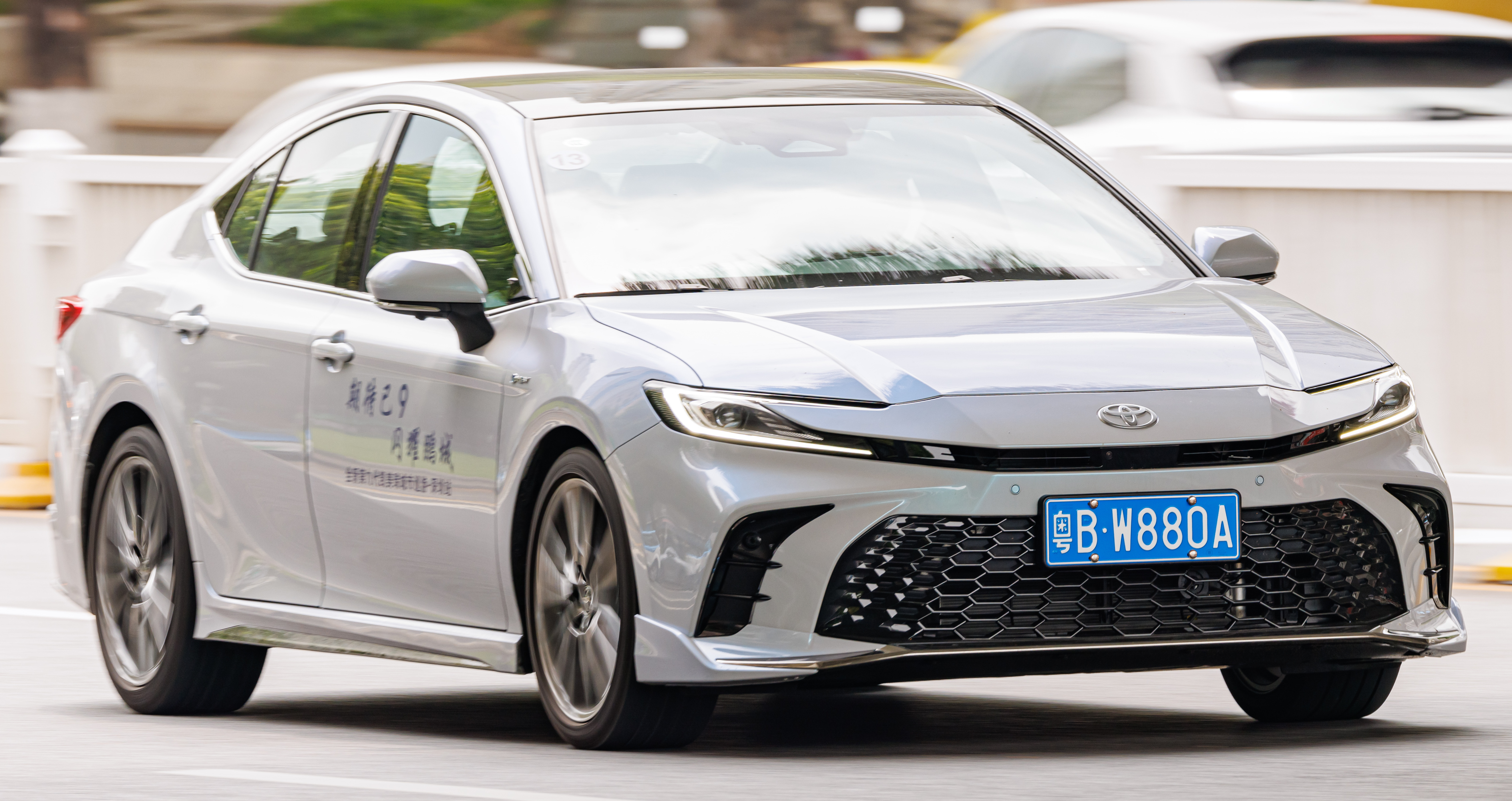
토요타 캠리 (11세대) 중국 사양

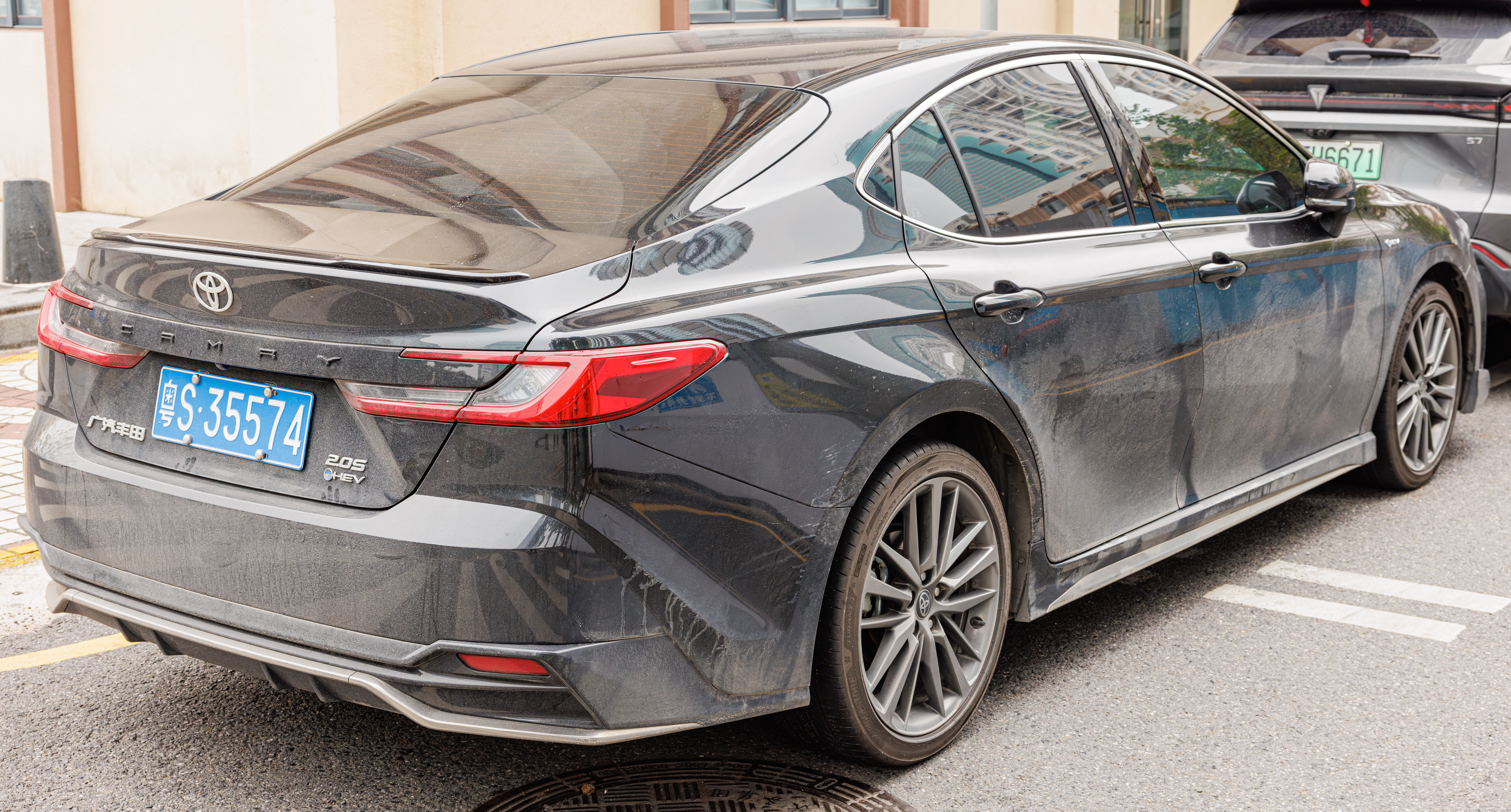
토요타 캠리 (11세대) 중국 사양 리어

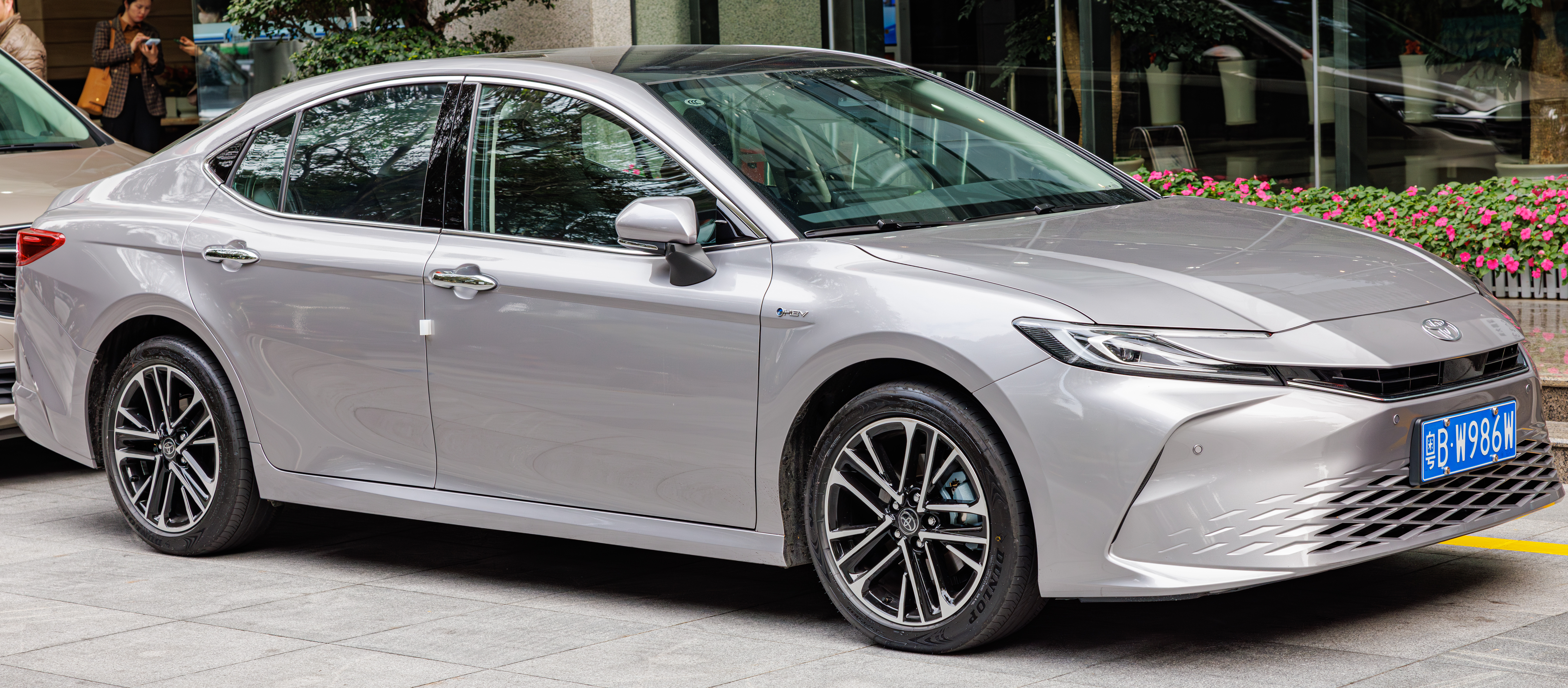
토요타 캠리 (11세대) 중국 사양

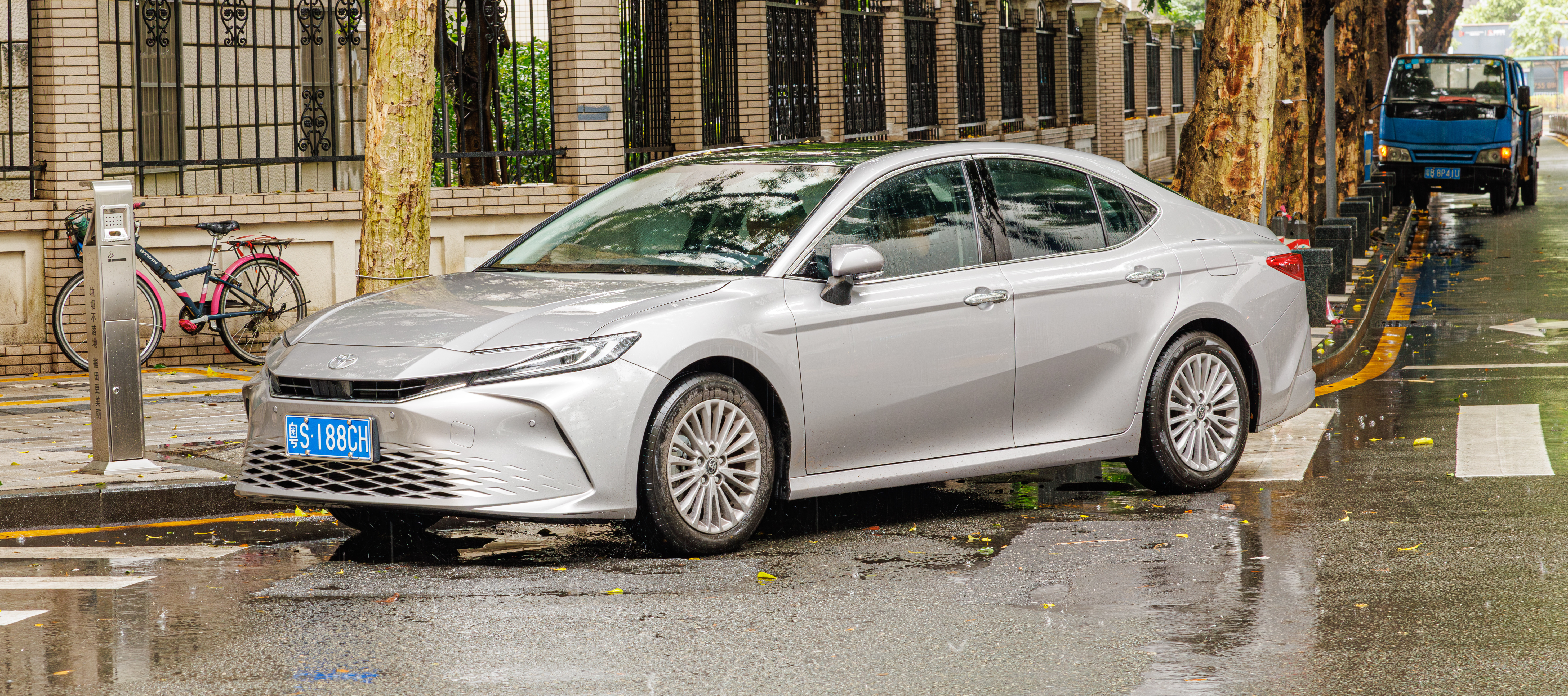
토요타 캠리 (11세대) 중국 사양

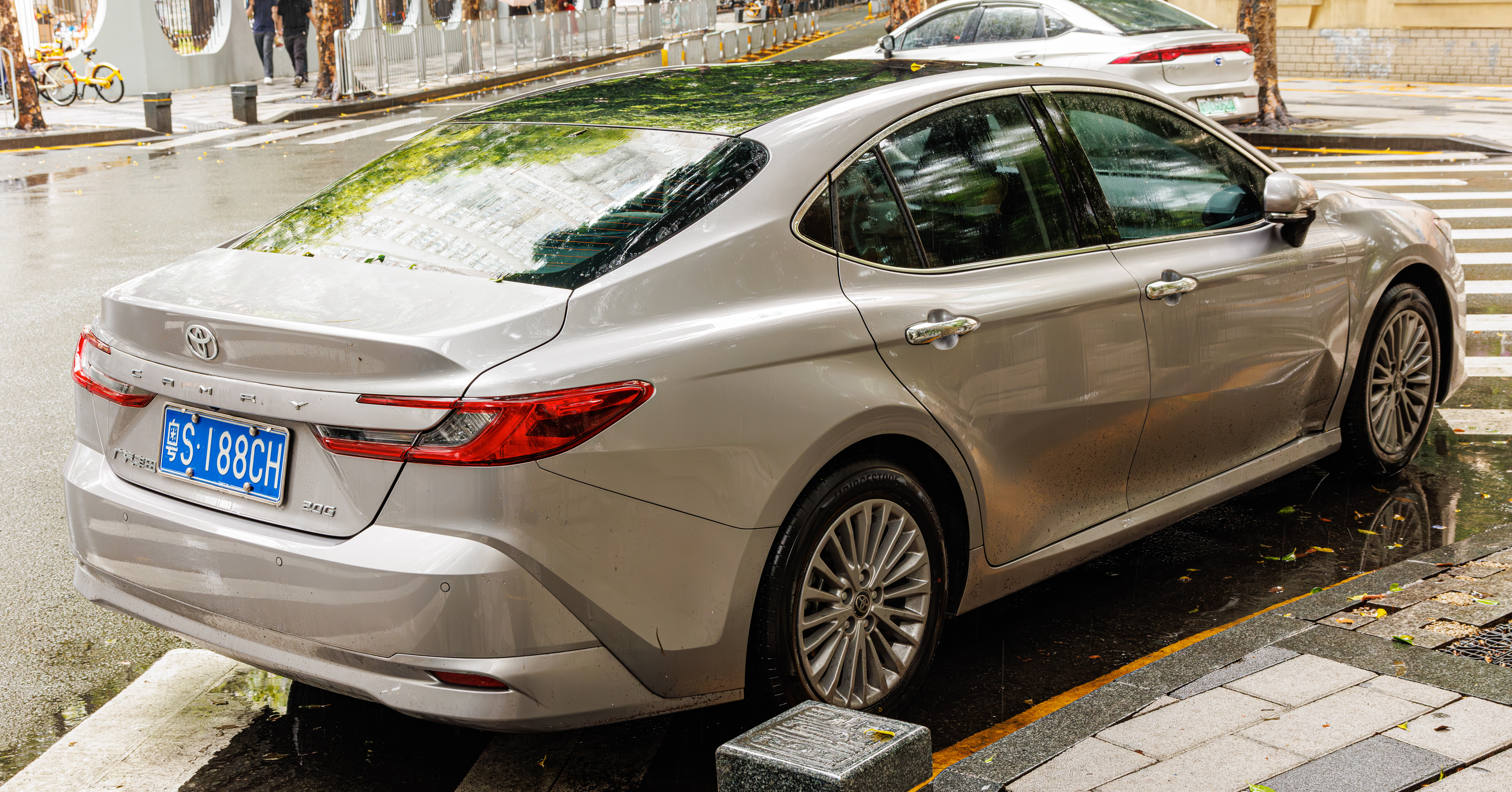
토요타 캠리 (11세대) 중국 사양 리어

## 경쟁 차량
- 현대자동차 - 쏘나타, i40
- 기아자동차 - K5
- 쉐보레 - 말리부
- 오펠 - 인시그니아
- 르노삼성자동차 - SM6, SM5
- 폭스바겐 - 파사트
- 스코다 - 슈퍼브
- 혼다 - 어코드
- 닛산 - 알티마
- 포드 - 몬데오, 퓨전
- 푸조 - 508
- 크라이슬러 - 200